# Oude stadhuis (Den Haag)
Het Oude Stadhuis in Den Haag, of het oude raadhuis, gebouwd in 1564, bestaat uit twee gebouwen en een toren, die tussen de 16e en de 18e eeuw gebouwd zijn. Het stadhuis is gebouwd in de Renaissancestijl, en in 1733 uitgebreid met een grote vleugel door de architect Daniel Marot in de Lodewijk XIV-stijl.

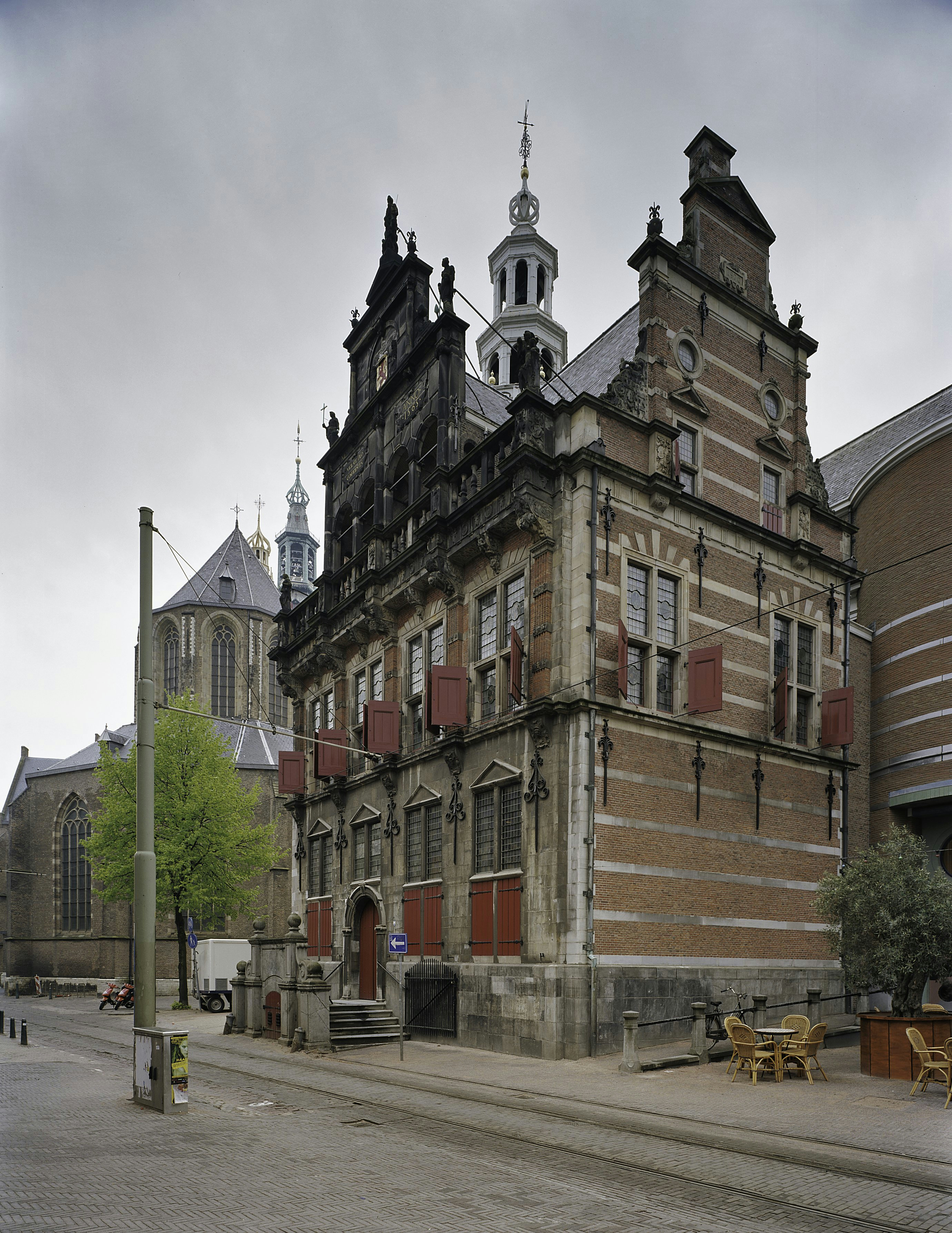
Het oude stadhuis in 2004

## De locatie
Op de locatie van het stadhuis bevond zich voorheen het stadkasteel van de machtige heren van Brederode. Tegen het einde van de veertiende eeuw (1392 of 1393) is het huis echter in beslag genomen door de graaf Aalbrecht van Holland, vanwege de rol van een van de heren in de moord op zijn maîtresse Aleid van Poelgeest. Het werd door hem gegeven aan het dorp Haagambacht om te gebruiken als het "Dorpshuys van Der Hage". Het Haagse Dorpshuys heeft bestaan tot ongeveer 1560. Toen werd besloten om een nieuw Raadhuis te bouwen: dit gebeurde tussen 1561 en 1565.

## De geschiedenis van Het Stadhuis
Het geld waarmee de bouw bekostigd werd was eigenlijk bedoeld om stadsmuren om Den Haag aan te leggen. Den Haag was een makkelijke prooi, aangezien het dorp geen muren of grachten bezat en derhalve niet te verdedigen was tegen vijanden: de bewoners hadden dus geld ingezameld om een stadsmuur te bouwen. Den Haag had – net als plaatsen in bezit van het stadsrecht – twee burgemeesters. Toen deze heren, Joost Jacobszoon en Dirck van Alckemade, vernamen hoeveel geld er ingezameld was kozen zij er voor om met dat geld een nieuw raadhuis te bouwen. Aanvankelijk bezat het Haagse Stadhuis nog geen toren: deze is er aan het eind van de 16e eeuw tegenaan gebouwd.
Opvallend is dat er geen plein vóór het Haagse Stadhuis is: Er hebben altijd huizen tegenover gestaan. Dit komt doordat het Raadhuis is gebouwd op de plaats waar vroeger een dorpshuis stond, dat dáárvoor een stadskasteel was geweest. Dit stadskasteel stond, net als de Grote Kerk en de meeste andere oude huizen van Den Haag, op een oude strandwal, waar men de huizen altijd dicht op elkaar bouwde. De veertiende-eeuwse, gewelfde kelders van het stadskasteel, hebben eind zestiende eeuw gediend als fundering voor het nieuwe stadhuis. Nog lange tijd na de voltooiing daarvan, zou de Haagse magistraat gebruik maken van de daarin aanwezige gevangencel en geldkelder, die beiden nog steeds onder het oude stadhuis aanwezig zijn. De gevangencel werd door de schout en schepenen gebruikt, om verdachten op te sluiten die voor de vierschaar moesten verschijnen. Deze rechtbank hield zitting in de oude schepenzaal, op de begane grond van het stadhuis. In de geldkelder werd door de burgemeesters (eind zestiende eeuw had Den Haag gelijktijdig drie burgemeesters) de geïnde belastinggelden opgeslagen. Van geld veilig opbergen in een bank was in de zestiende eeuw nog geen sprake.
Het Raadhuis heeft de plunderingen van de Tachtigjarige Oorlog, in welke tijd Den Haag geen stadsmuren bezat en vrij spel was voor plunderaars wonderlijk genoeg overleefd. De standbeelden aan de gevel stellen "Geloof", "Hoop", "Liefde", "Kracht" en "Gerechtigheid" voor. Haagse stadsbestuurders hebben er na de bouw bijna vier eeuwen gebruik van gemaakt.

### Klokkentoren
Sinds 23 november 2011 worden de klokken in de toren weer geluid, in principe vier keer per dag, om 9:00 en 18:00 uur om het begin en einde van de werkdag aan te geven en om 12:00 en 13:00 uur om het begin en einde van de pauze aan te geven. Ook zal er geluid worden op 31 december na middernacht, op Koningsdag na de slag van 9 uur en op Bevrijdingsdag, ook na de slag van 9 uur. De klokken van de Grote Kerk zullen in deze drie gevallen ook geluid worden, maar zij zullen ook te horen zijn op 4 mei van 19:45-19:56 uur.
De oudste klok is ouder dan het torentje. De klok werd gemaakt in 1493 en was dus al ruim 70 jaar oud voordat hij in het raadhuis werd geplaatst. Aangenomen wordt dat de klok al dienstdeed in het voormalige dorpshuis. De klok daaronder werd door de Duitsers meegenomen, er hangt nu een kopie.

### Vierschaar
Op de verhoogde begane grond is de oude schepenzaal of vierschaar (in de achttiende-eeuwse vleugel van het stadhuis is een 'nieuwe' schepenzaal). Hier bevindt zich een uit 1671 daterende eikenhouten schepenbank met een eveneens houten achterwand, versierd met nissen, pilasters en guirlandes, van de hand van meubelmaker Lucas Lanaken en de beeldhouwers Frederick van Tongeren en Jacobus Roman. In de drie nissen werd door Willem Doudijns het Salomonsoordeel geschilderd. De rijk versierde en deels vergulde overhuiving uit 1736 vertoont een fronton met de wapens van Holland en Den Haag, alsmede een cartouche met zwaard en weegschaal als symbolen van het recht.

### Lodewijk XIV-vleugel
Tussen 1733 en 1739 verrees een uitbreiding aan de zijde van het Kerkplein. Op de monumentale middenrisaliet staat uit natuursteen gehouwen het wapen van Den Haag tussen twee beelden die de gerechtigheid en de voorzienigheid voorstellen. De Vlaamse beeldhouwer Jan Baptist Xavéry (1697-1742) was de maker.

### Vleugel van Zanstra (1973-1996)
In 1973 werd het oude stadhuis uitgebreid met een door Piet Zanstra ontworpen raadzaal, voornamelijk uitgevoerd in beton. Door het publiek werd deze uitbreiding negatief ontvangen, men sprak van een 'betonnen puist', 'verdwaalde schoenendoos' of 'oorlogsbunker'. Met de ingebruikname van het nieuwe stadhuis aan het Spui werd het gebouw van Zanstra overbodig, waarna het werd afgebroken.

## Huidige functie
Tegenwoordig wordt het Stadhuis incidenteel nog weleens gebruikt voor gemeentezaken, zoals de aangifte van de geboorte van prinsessen Catharina-Amalia en Alexia, de dochters van koning Willem-Alexander en koningin Máxima. Het is ook mogelijk het burgerlijk huwelijk te laten sluiten in het stadhuis. Tevens zijn er in het souterrain onder de achttiende-eeuwse vleugel van het stadhuis, een sociëteit annex expositieruimte en een restaurant, HOOP. Vandaar uit is een (dichtgemaakte) toegang naar de twee laatmiddeleeuwse kerkers onder het oudste deel van het stadhuis. Hier verbleven gevangenen (tijdelijk) in afwachting van hun berechting in de vierschaar, daar recht boven. Via een niet meer toegankelijk trapje in het torentje konden ze die bereiken.

## Galerij

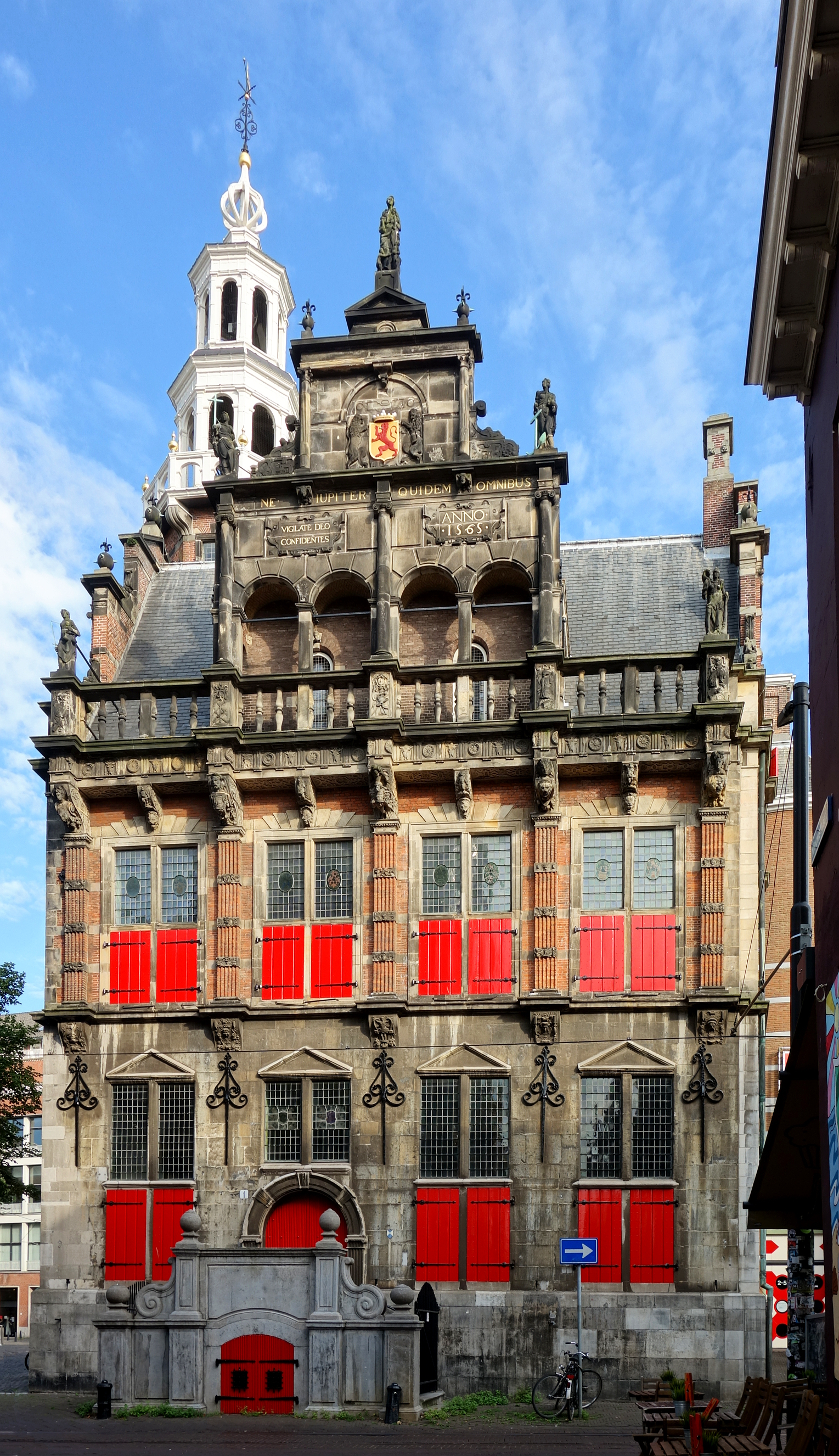
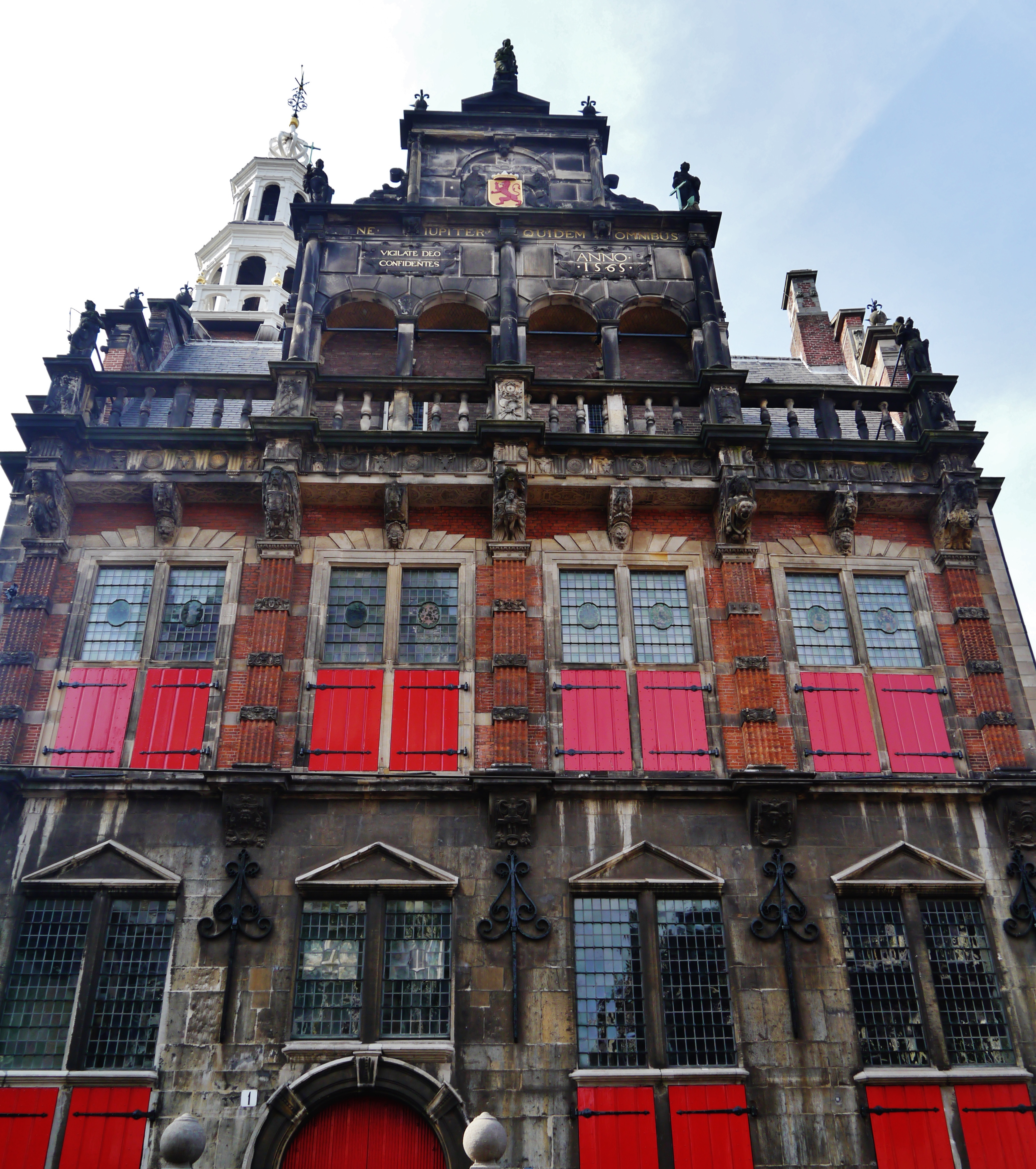
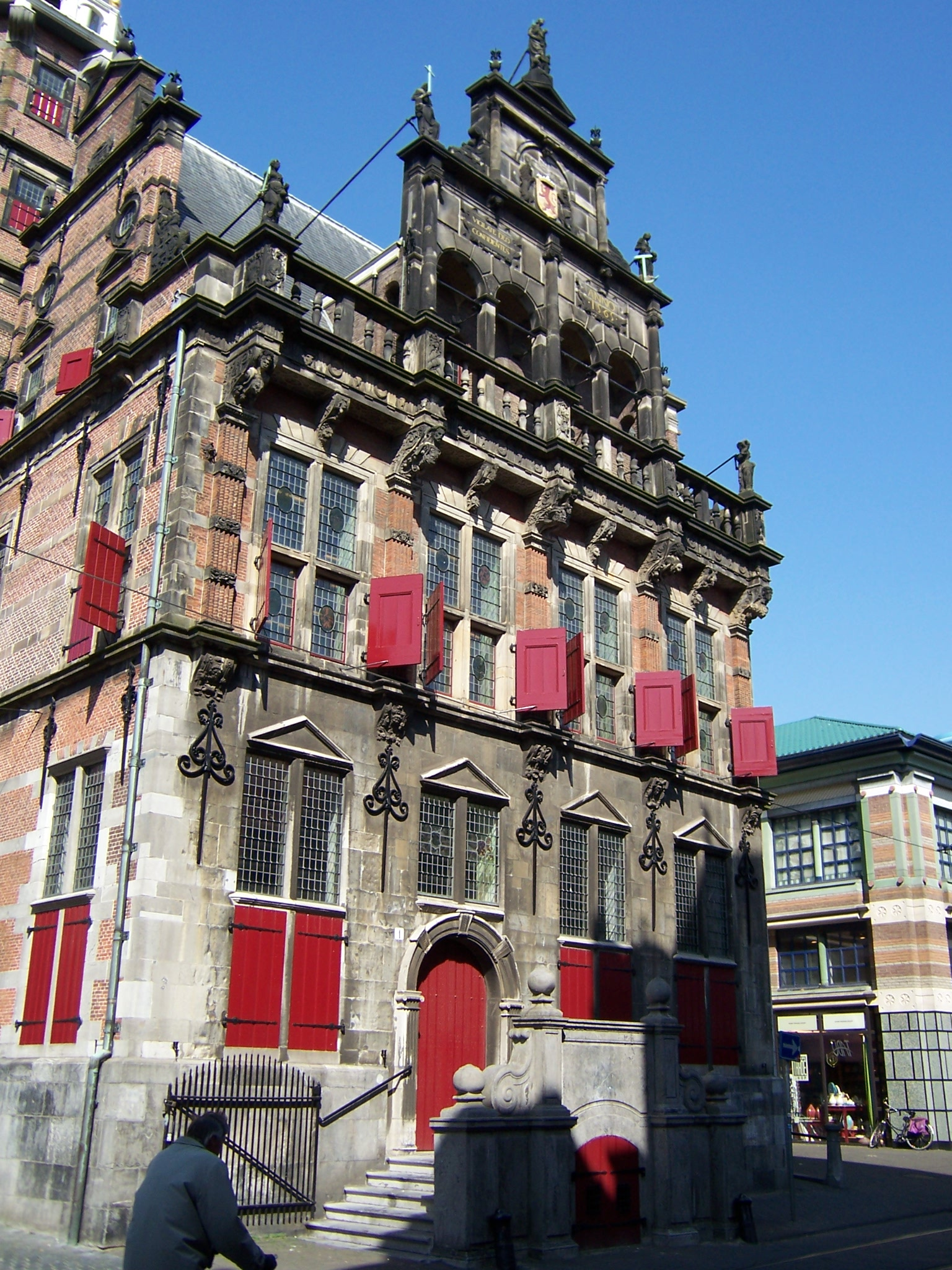
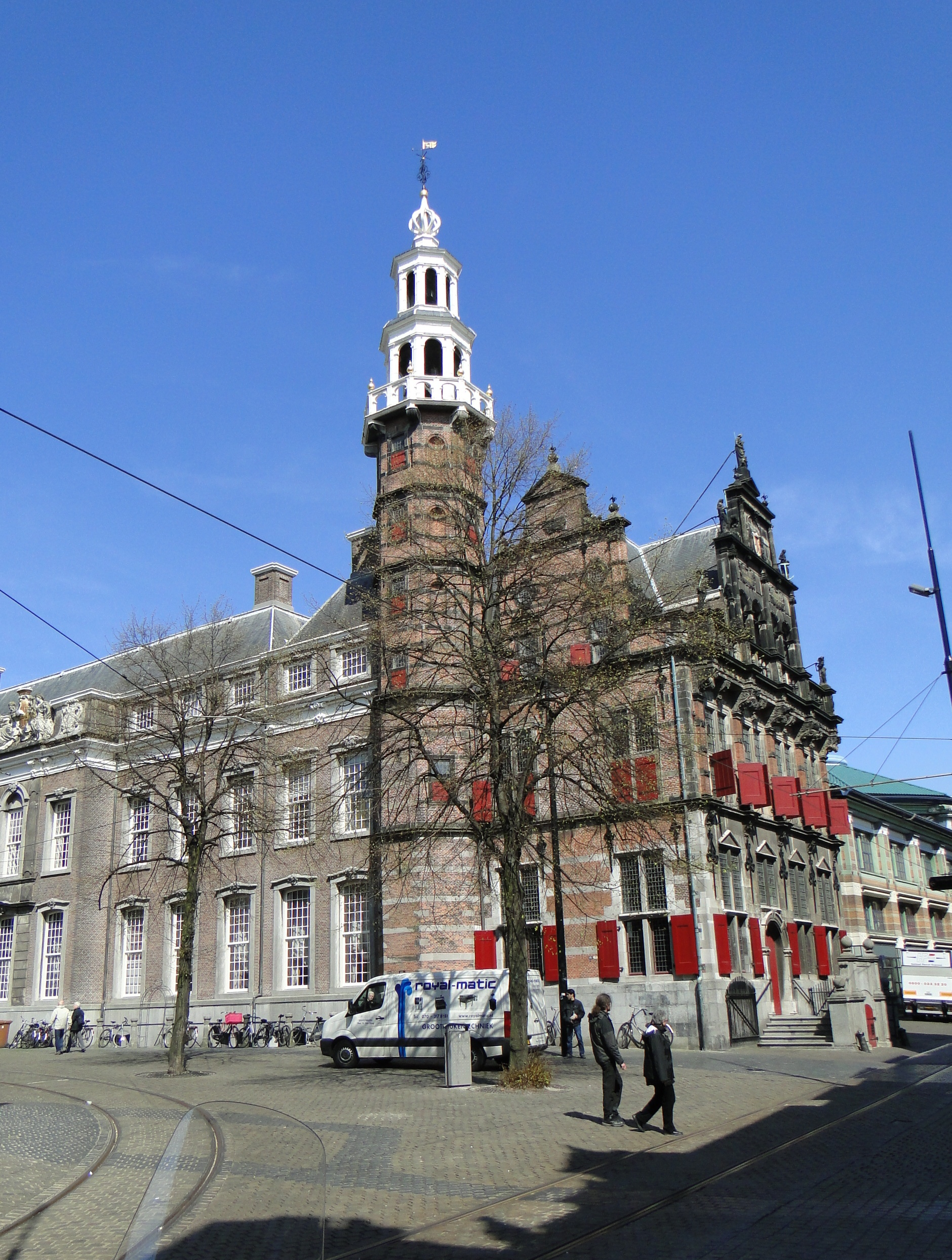
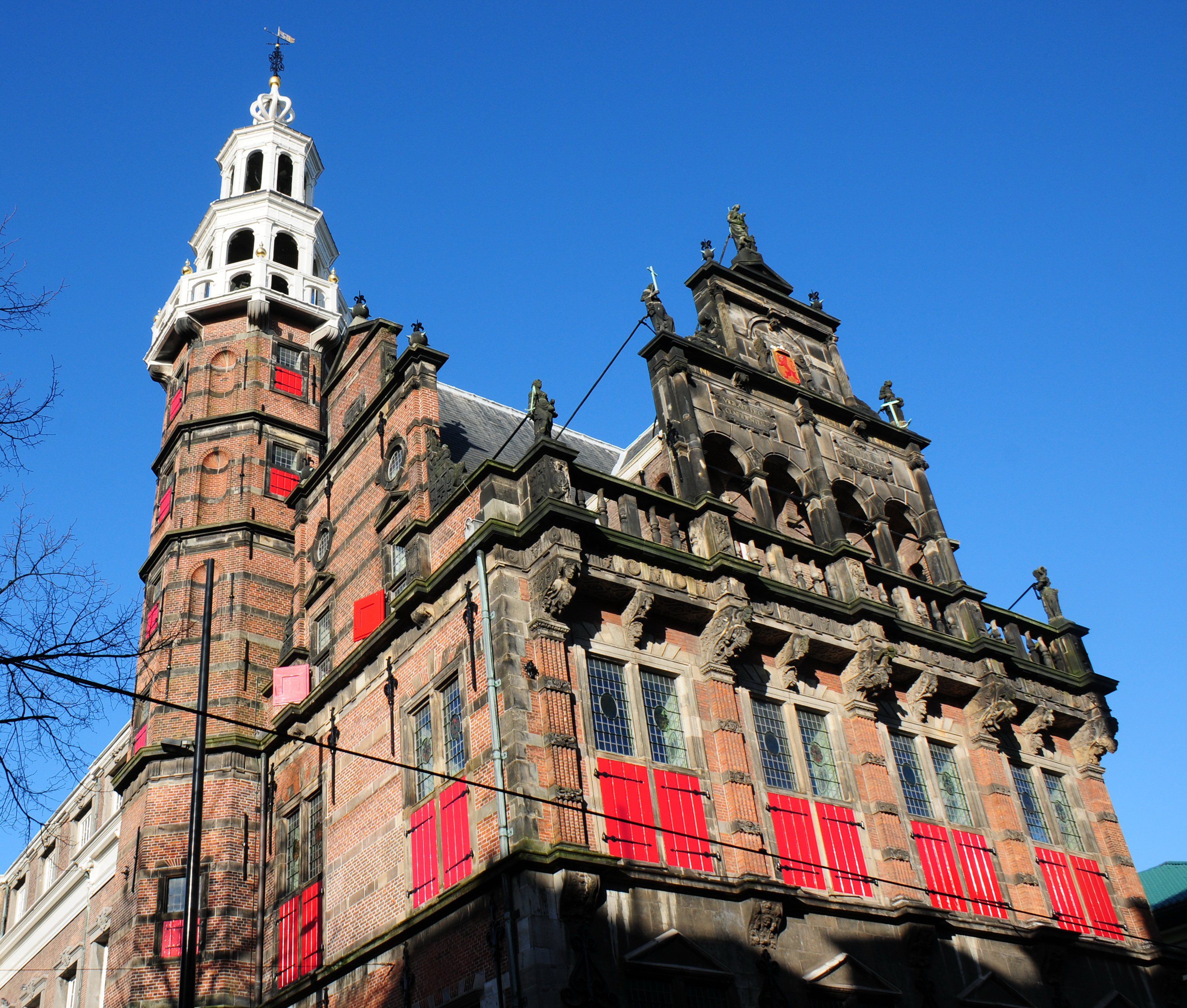

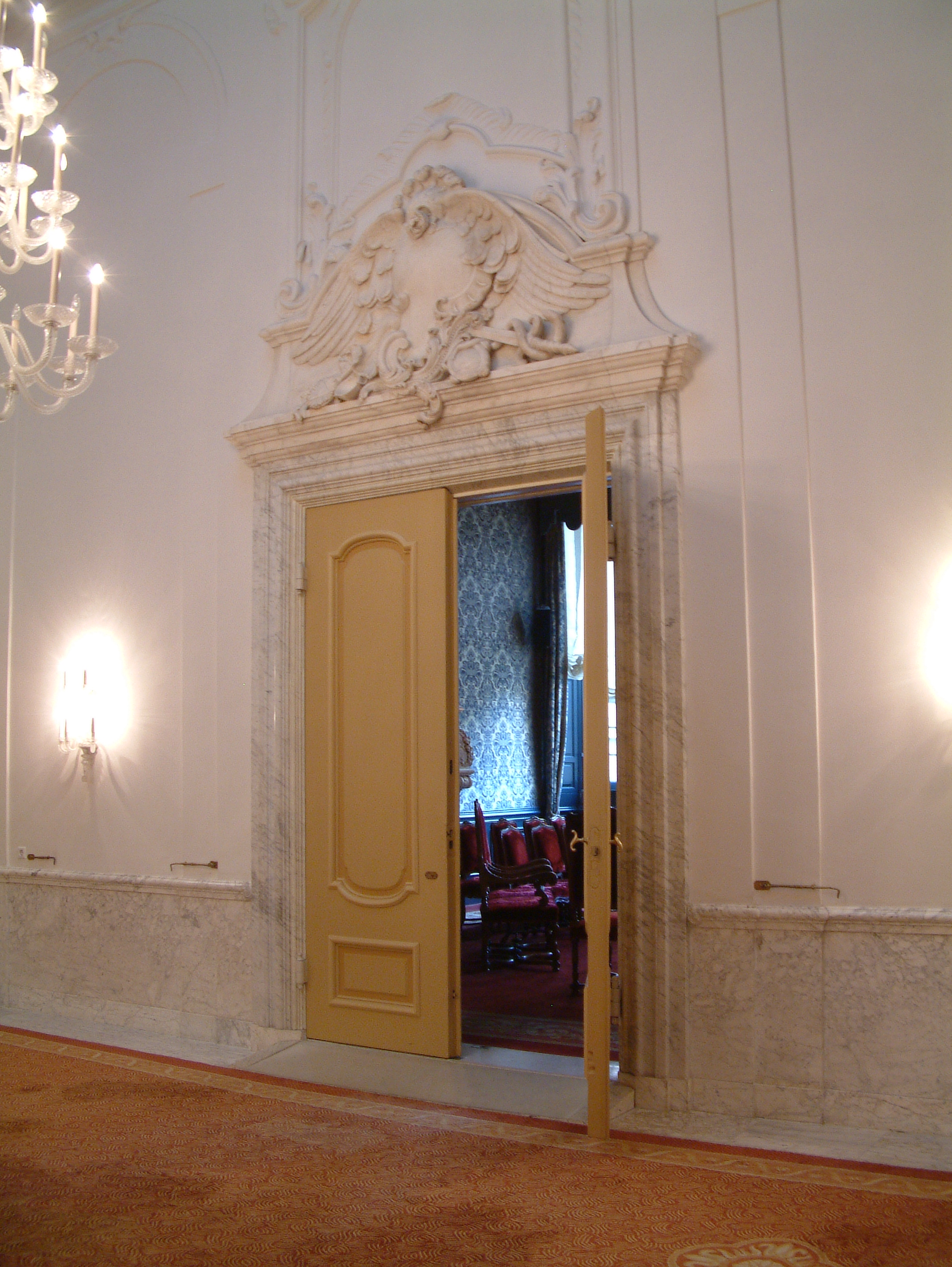
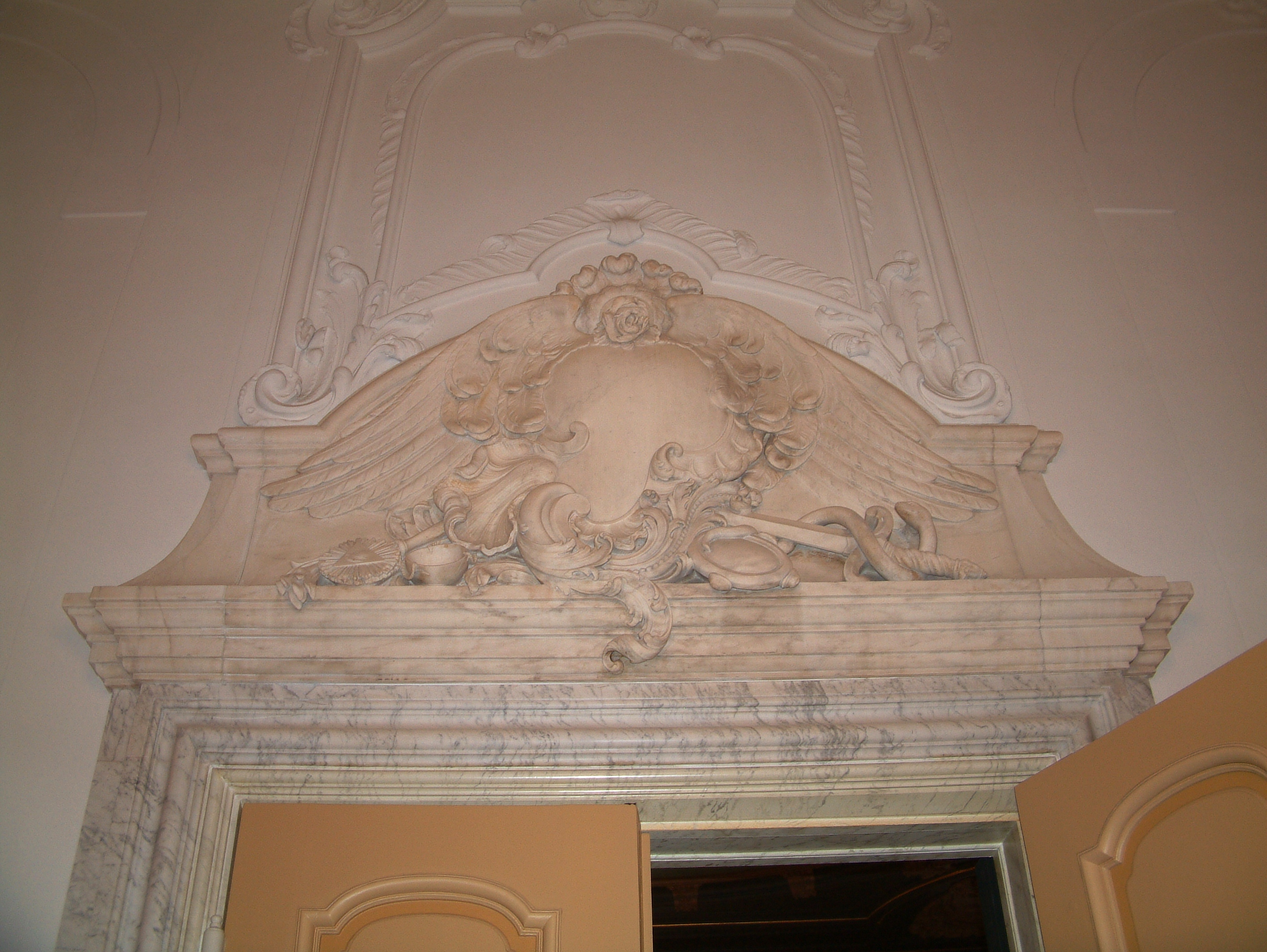
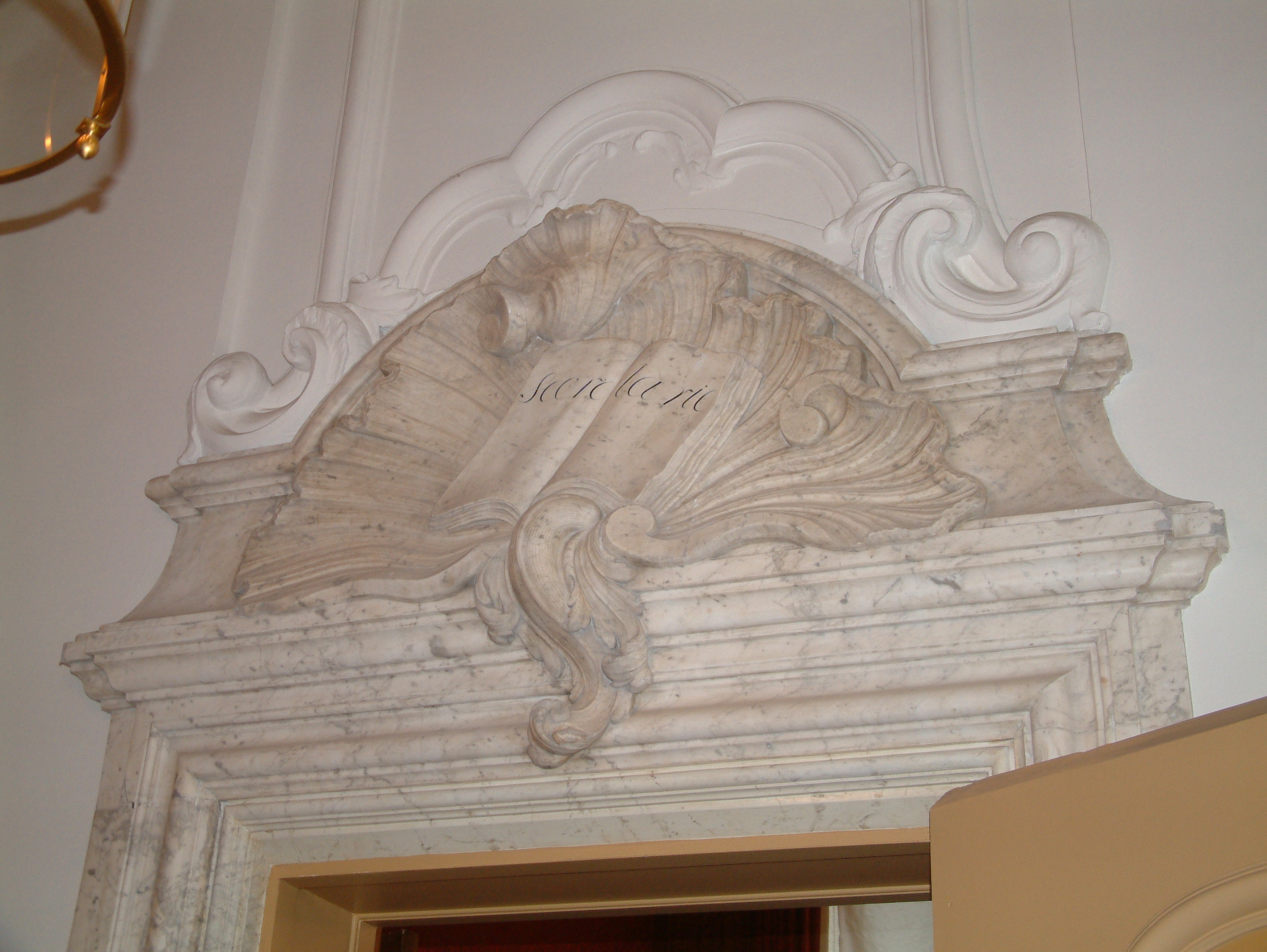
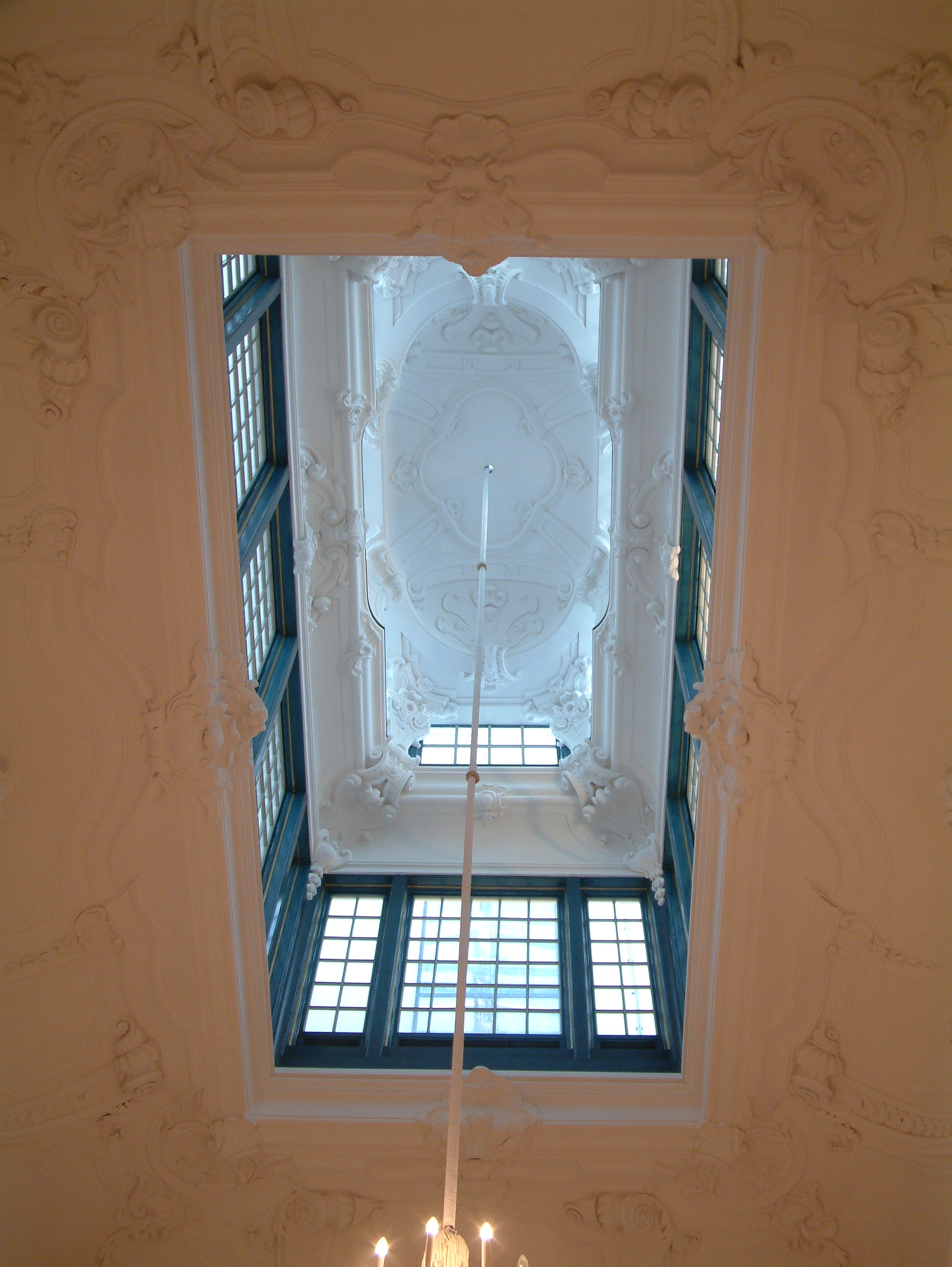
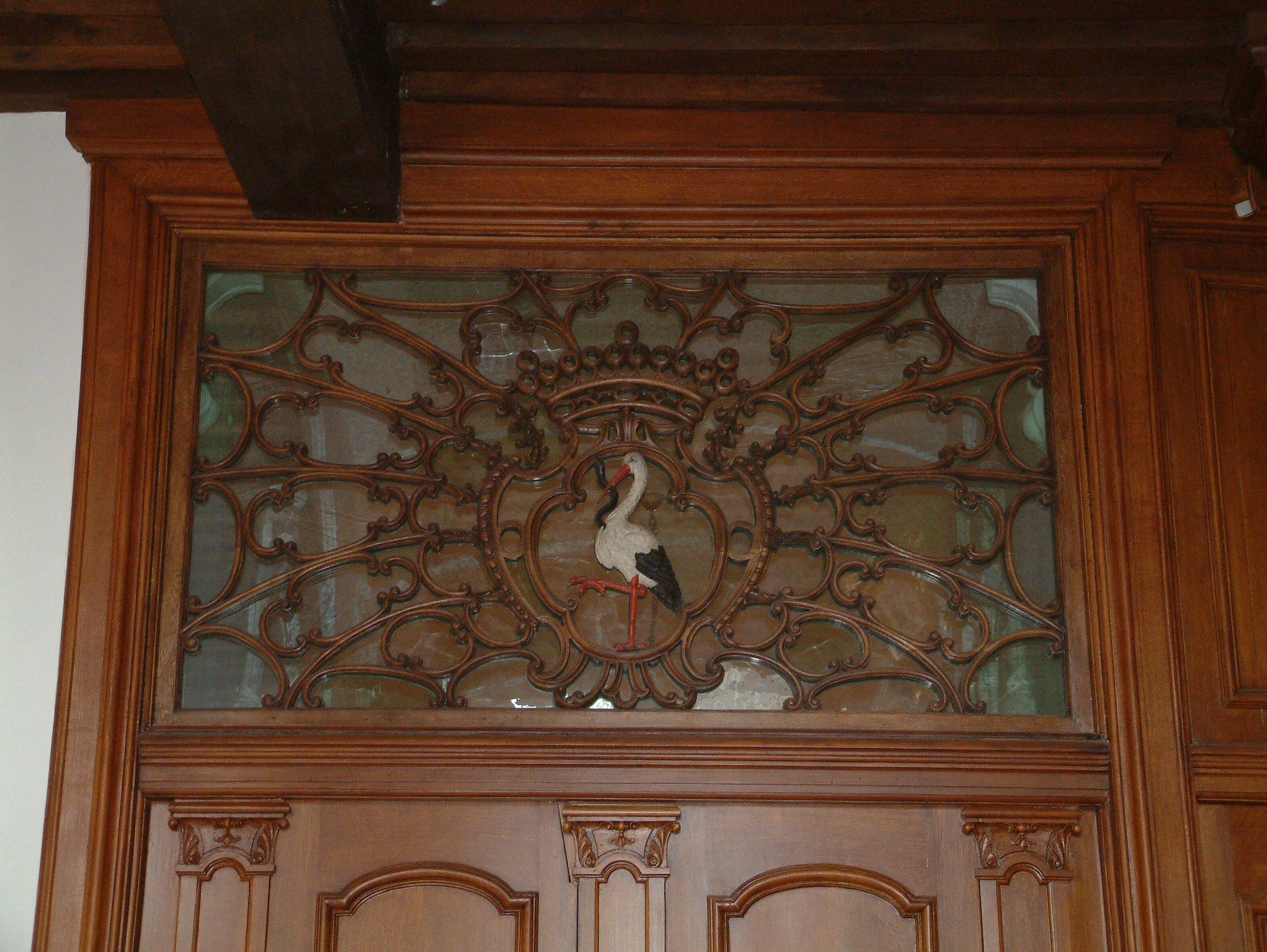

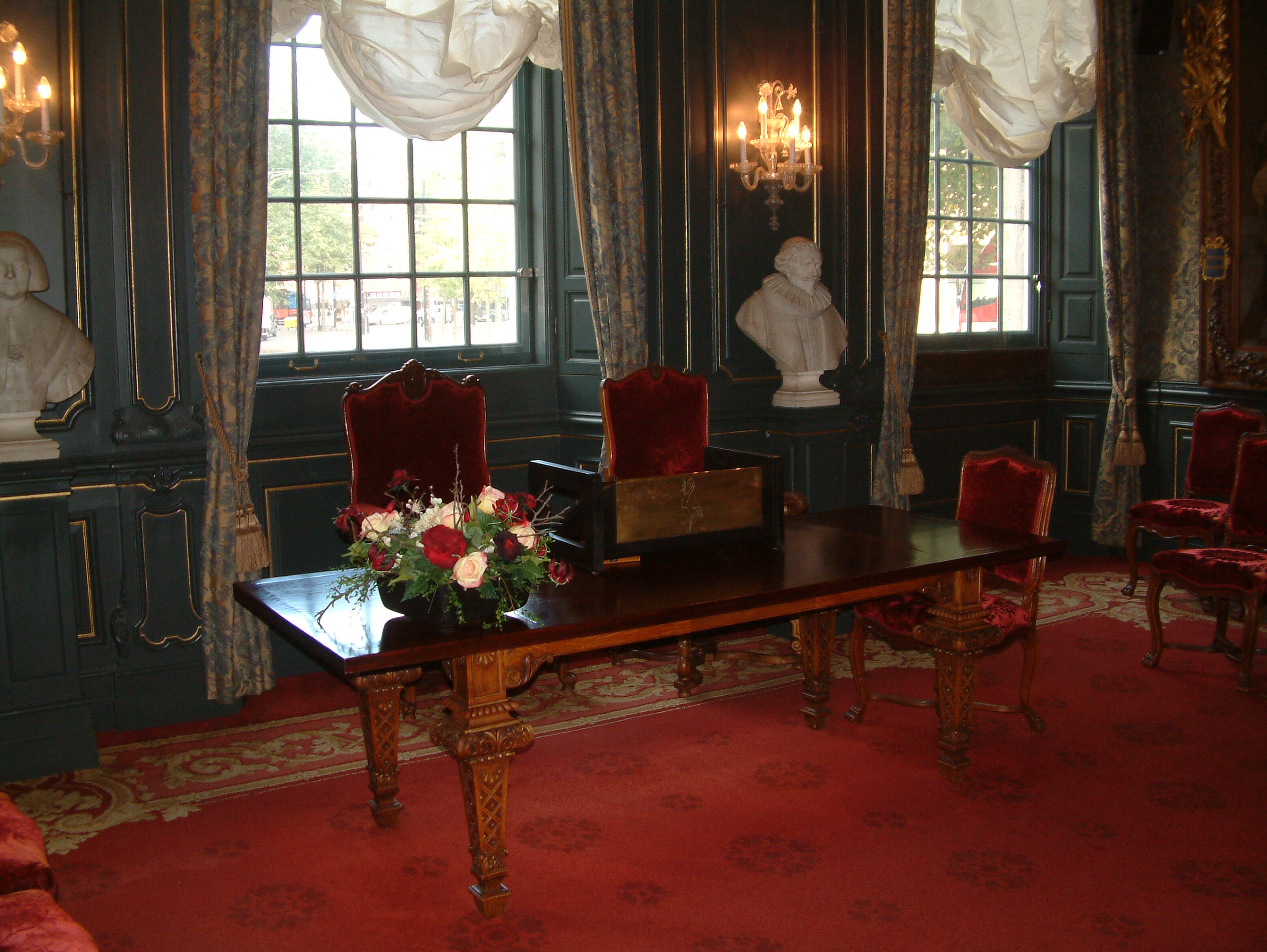
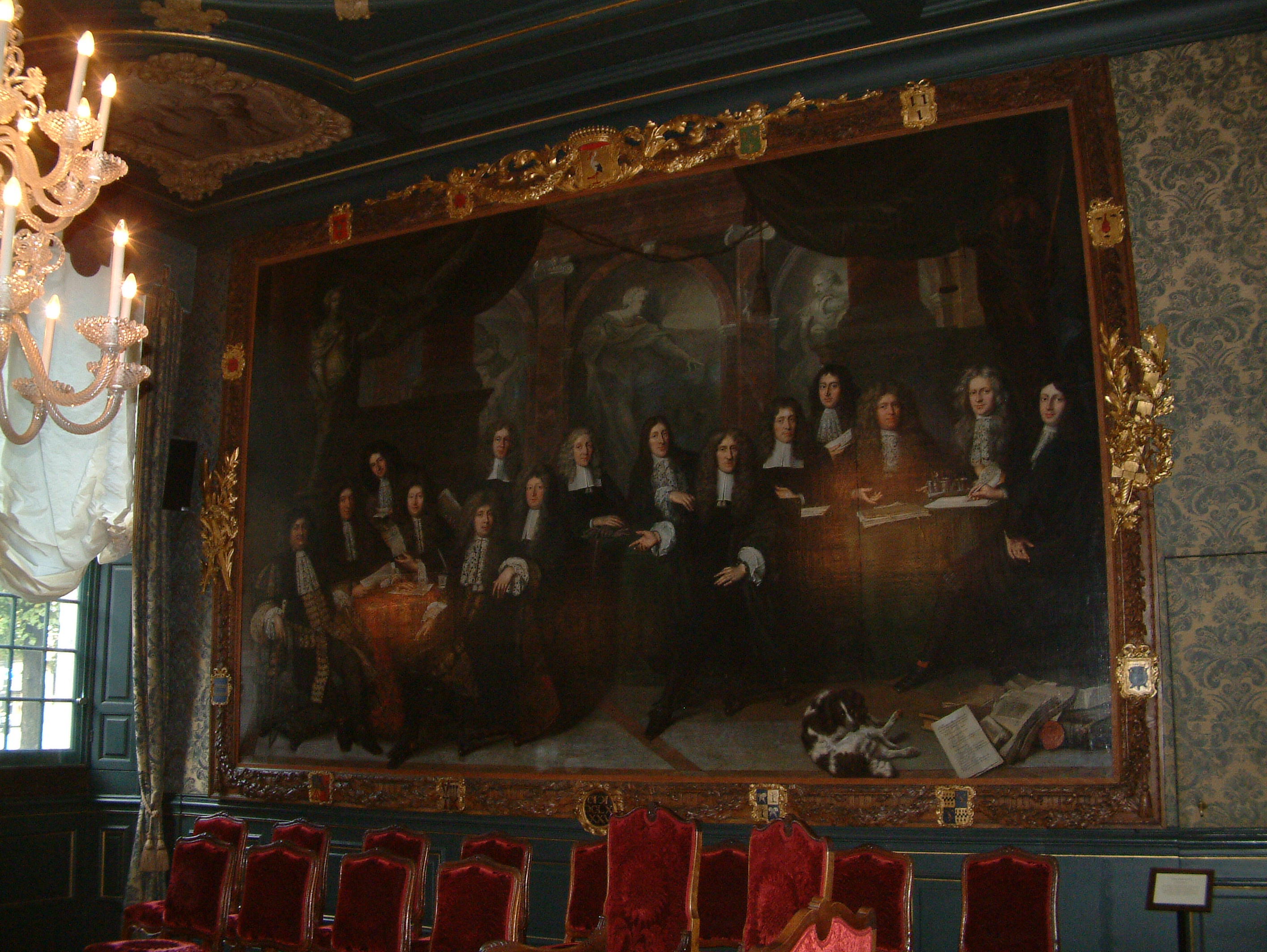
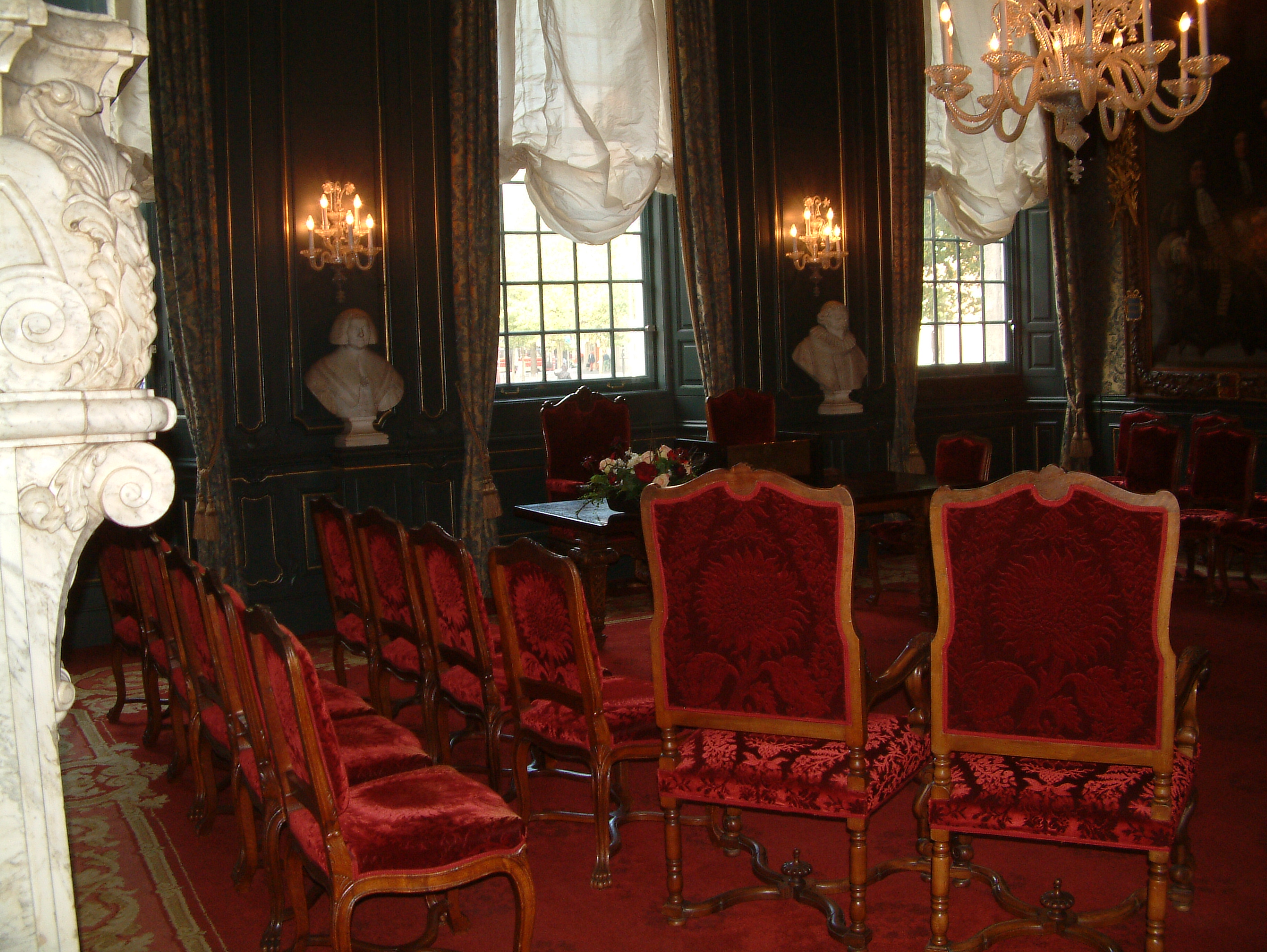
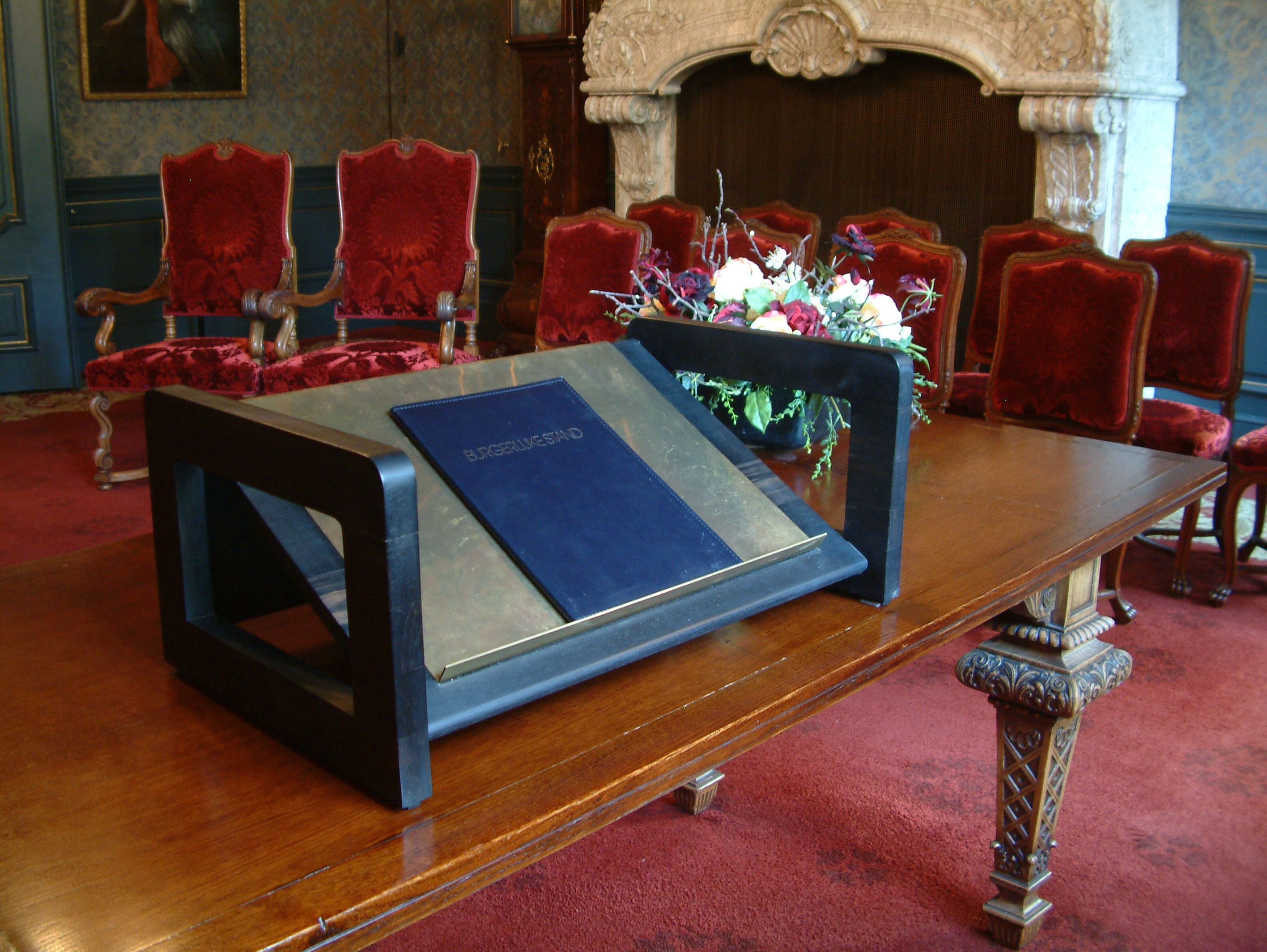
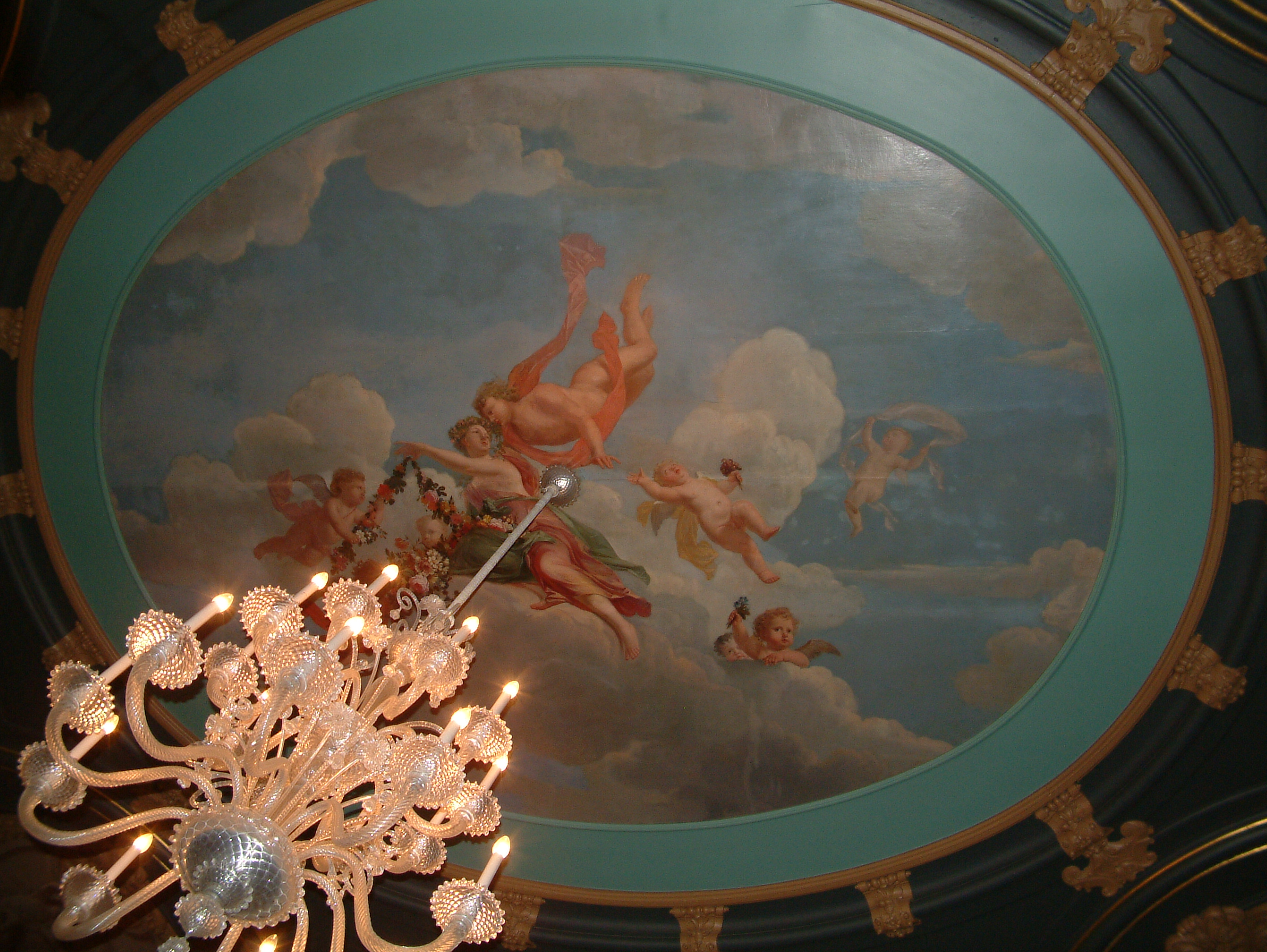

Exterieur oudste deel oude stadhuis
Klokkentoren
Schepenzaal

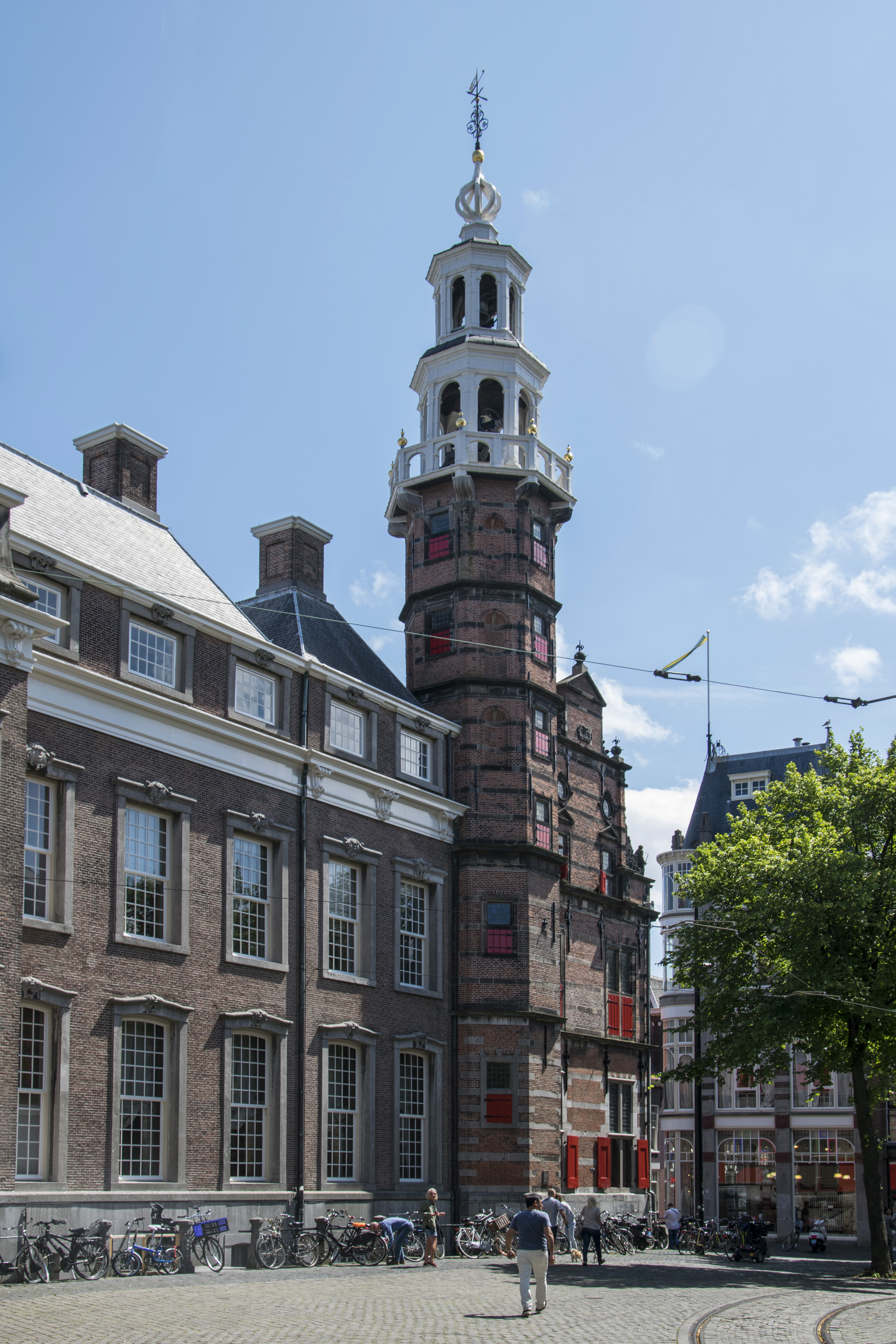
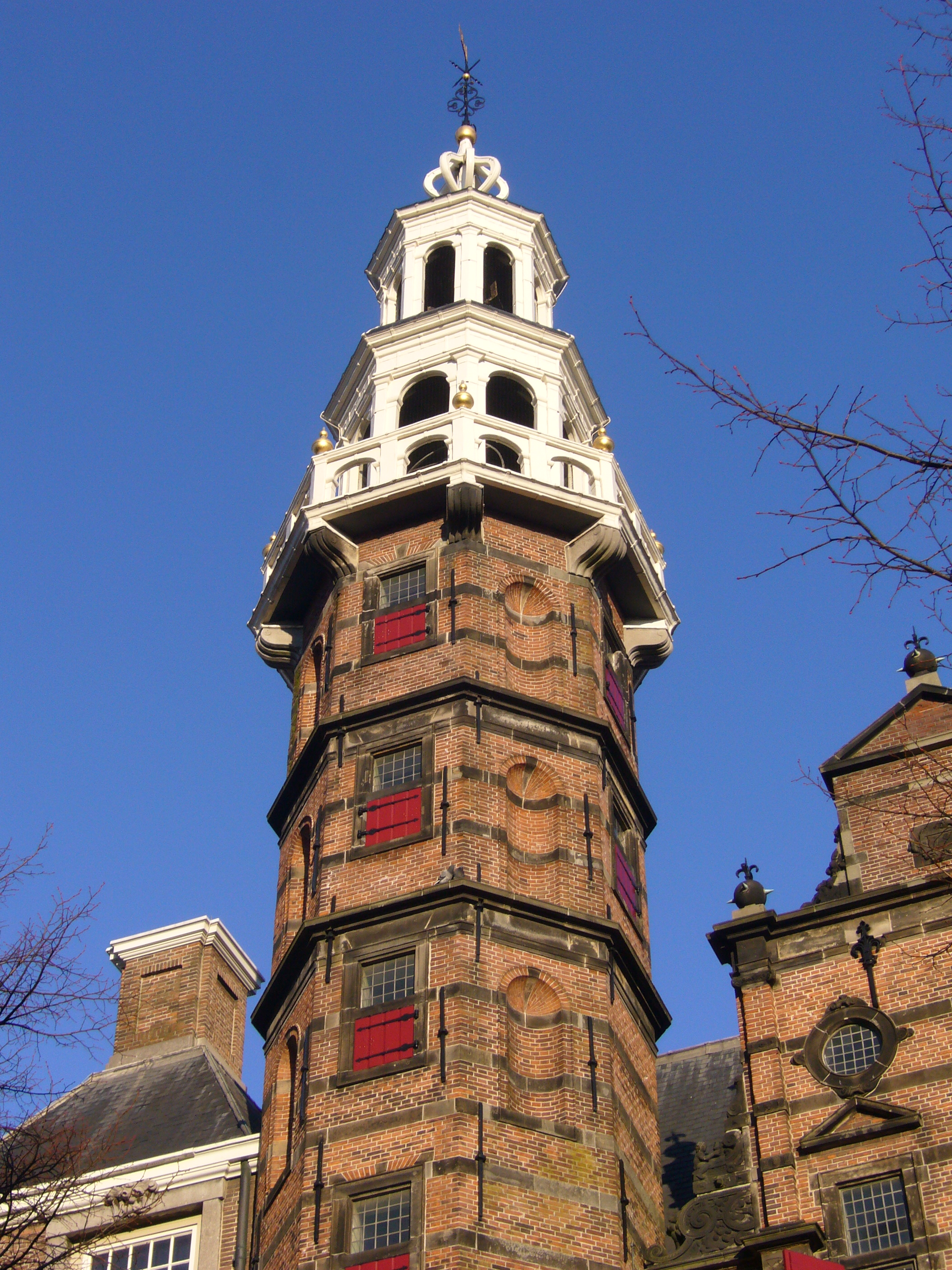
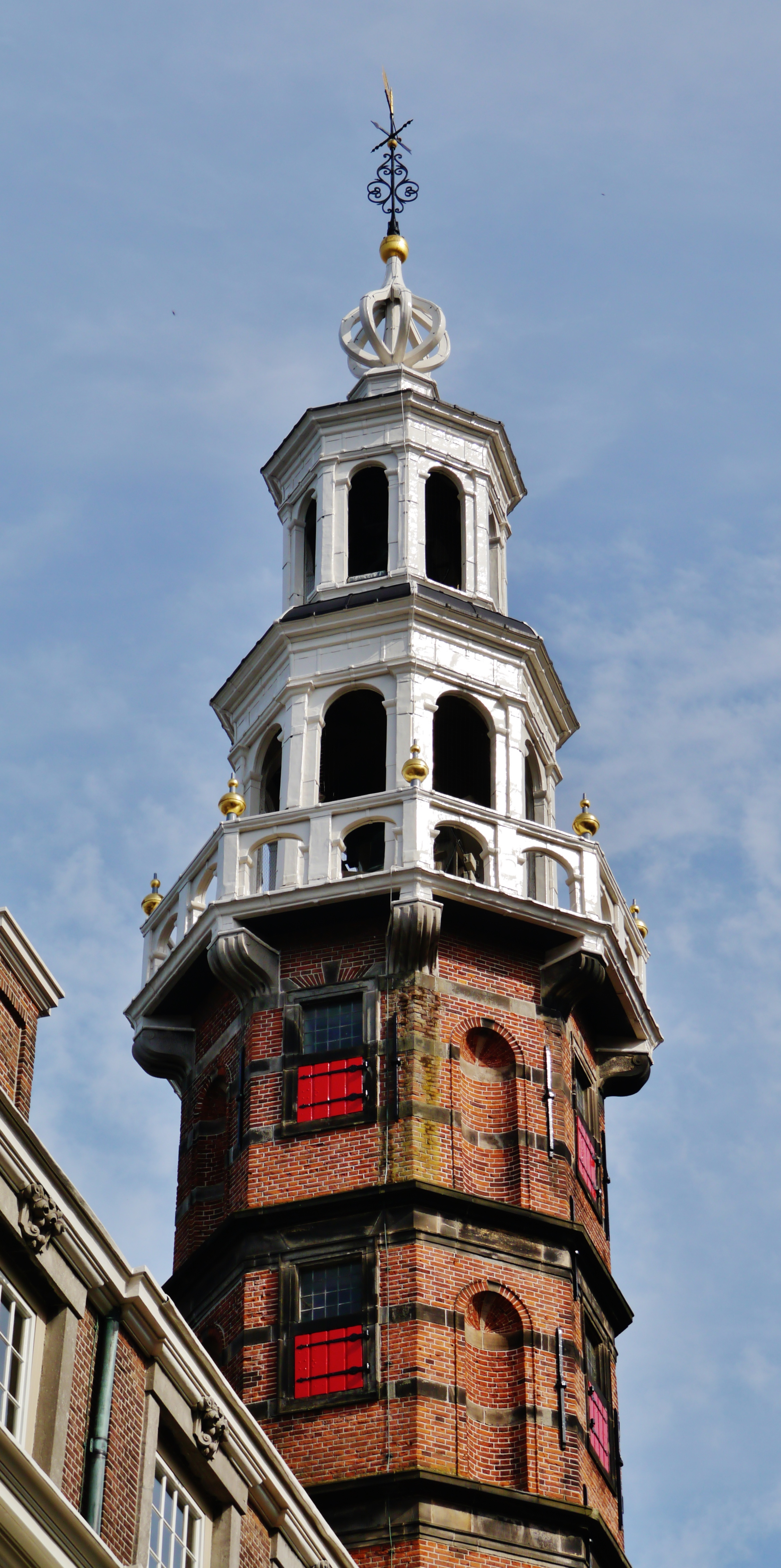
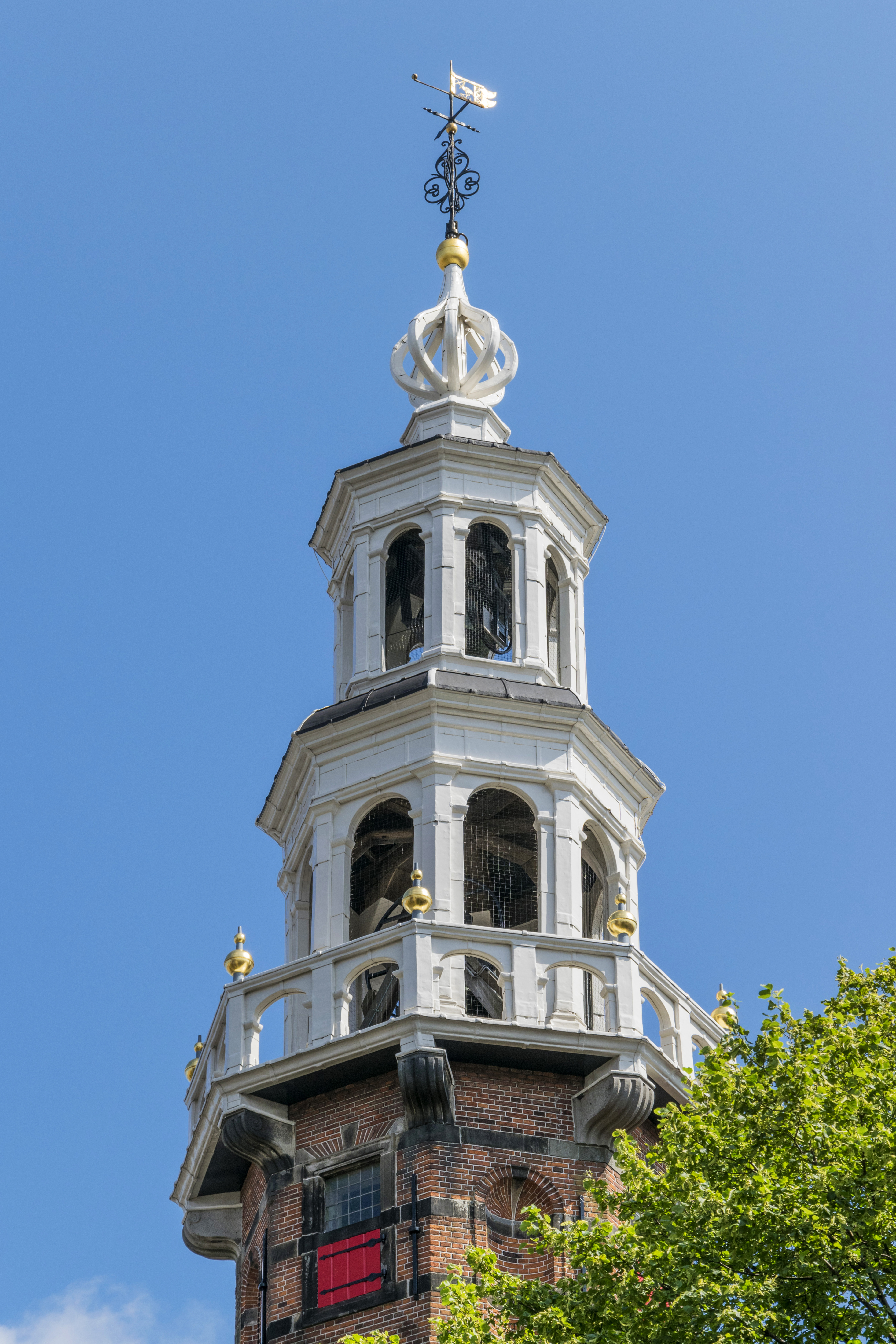
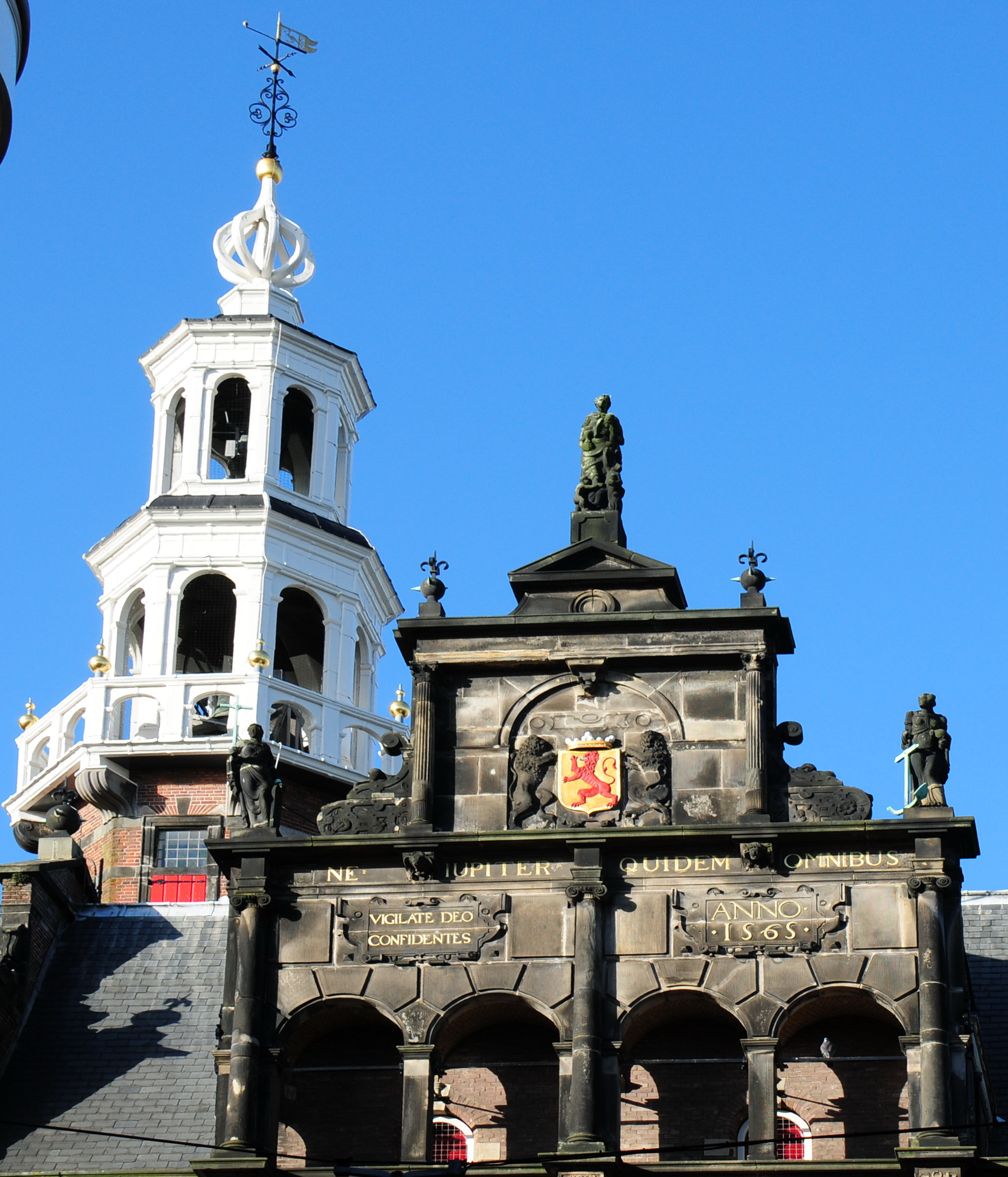

De Schepenzaal bevindt zich direct achter de oude ingang van het oude stadhuis.

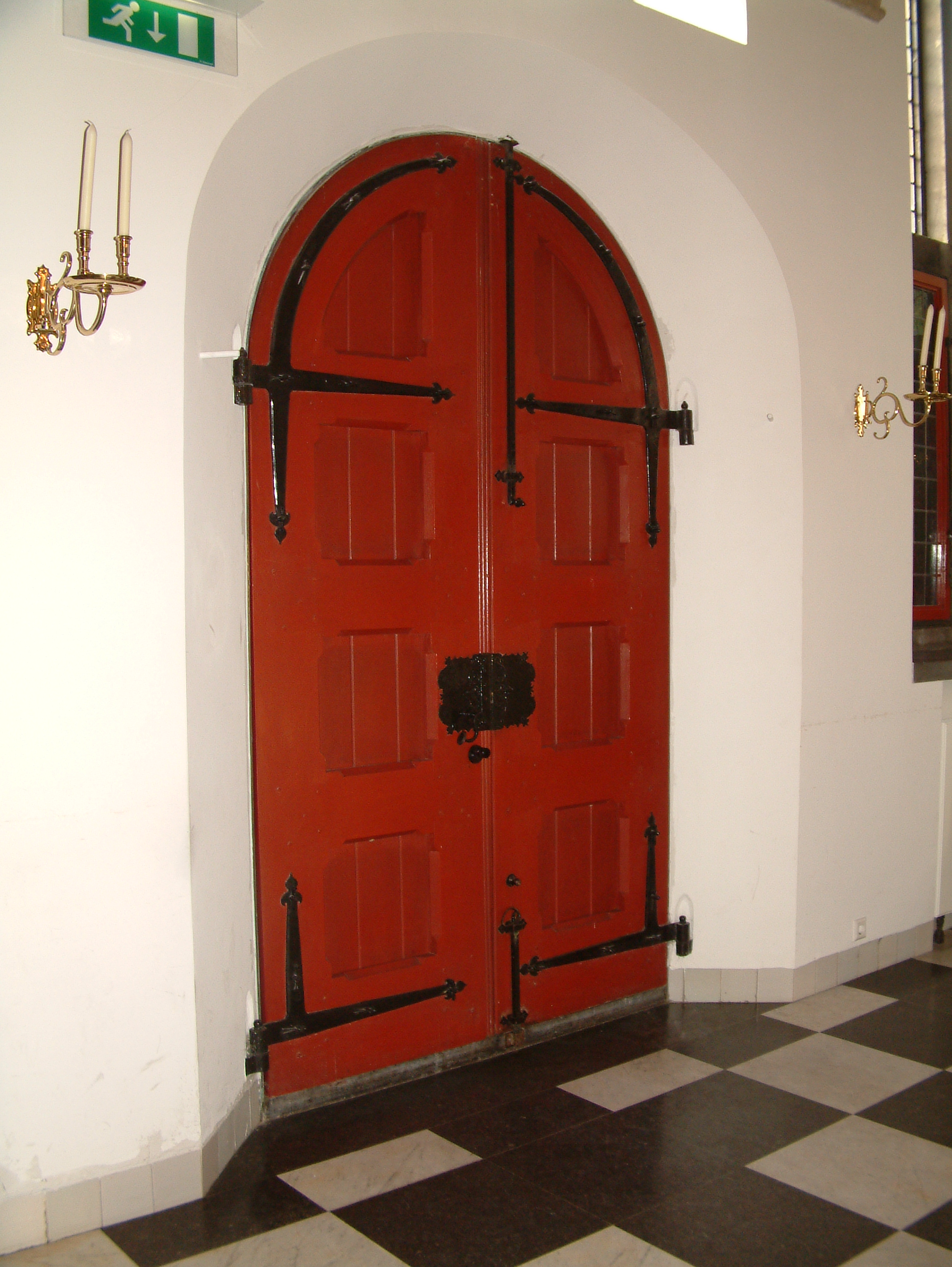
Oude ingang, die toegang geeft tot de Schepenzaal
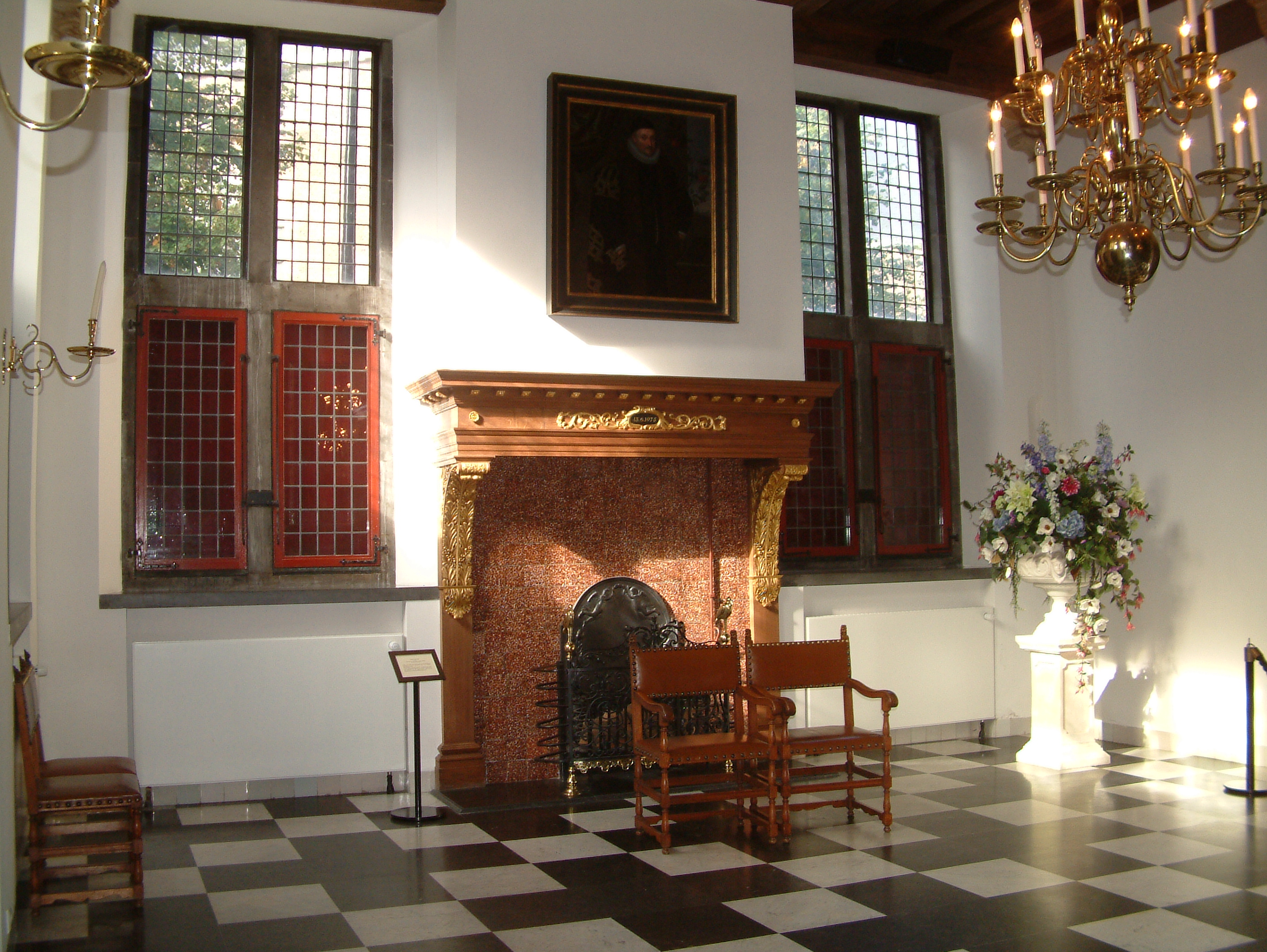
Schouw tegenover de Vierschaar
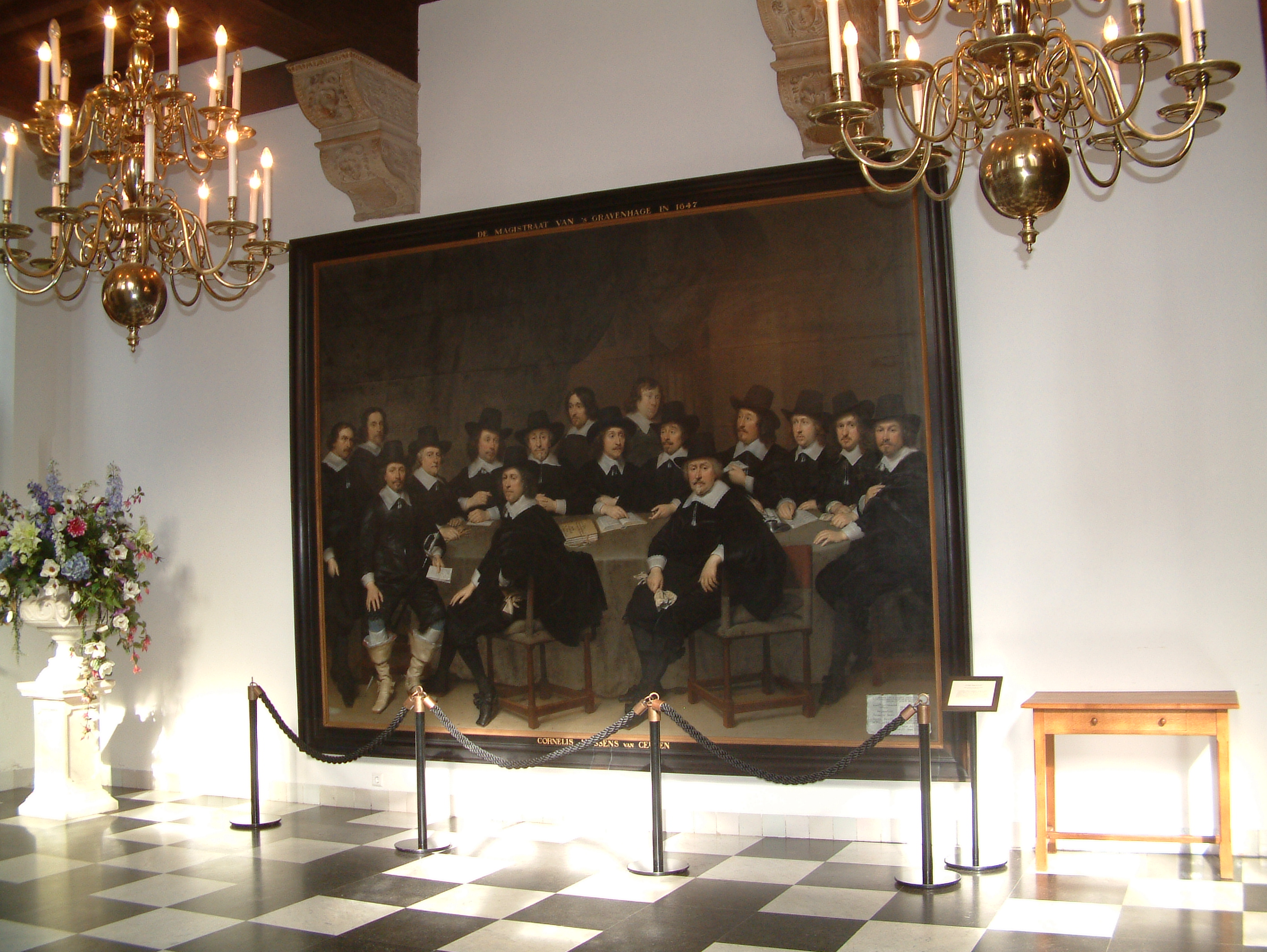
Schilderij De Haagse magistraten (Cornelis Janssens van Ceulen, 1647)
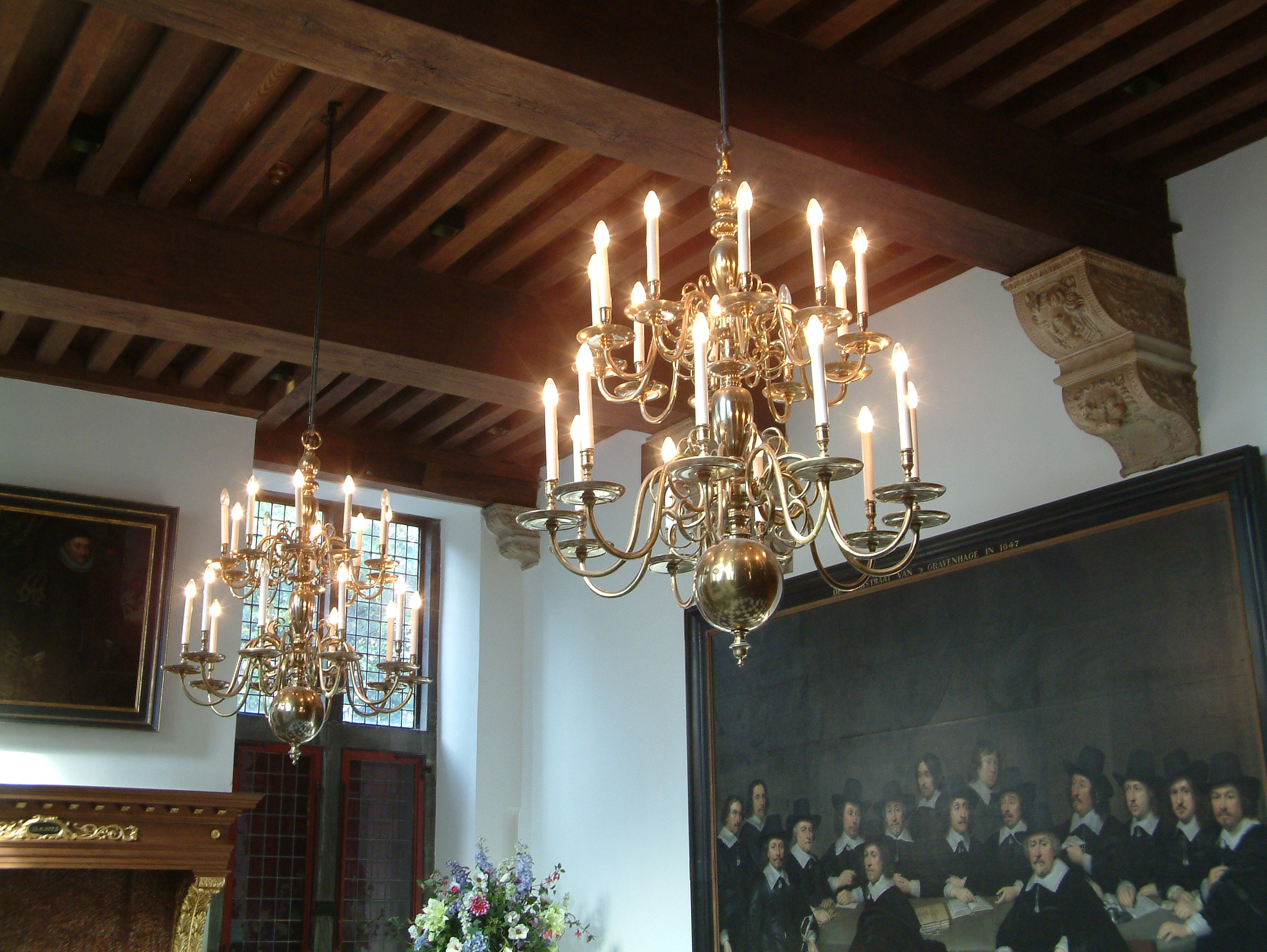
Balkenplafond en kroonluchters
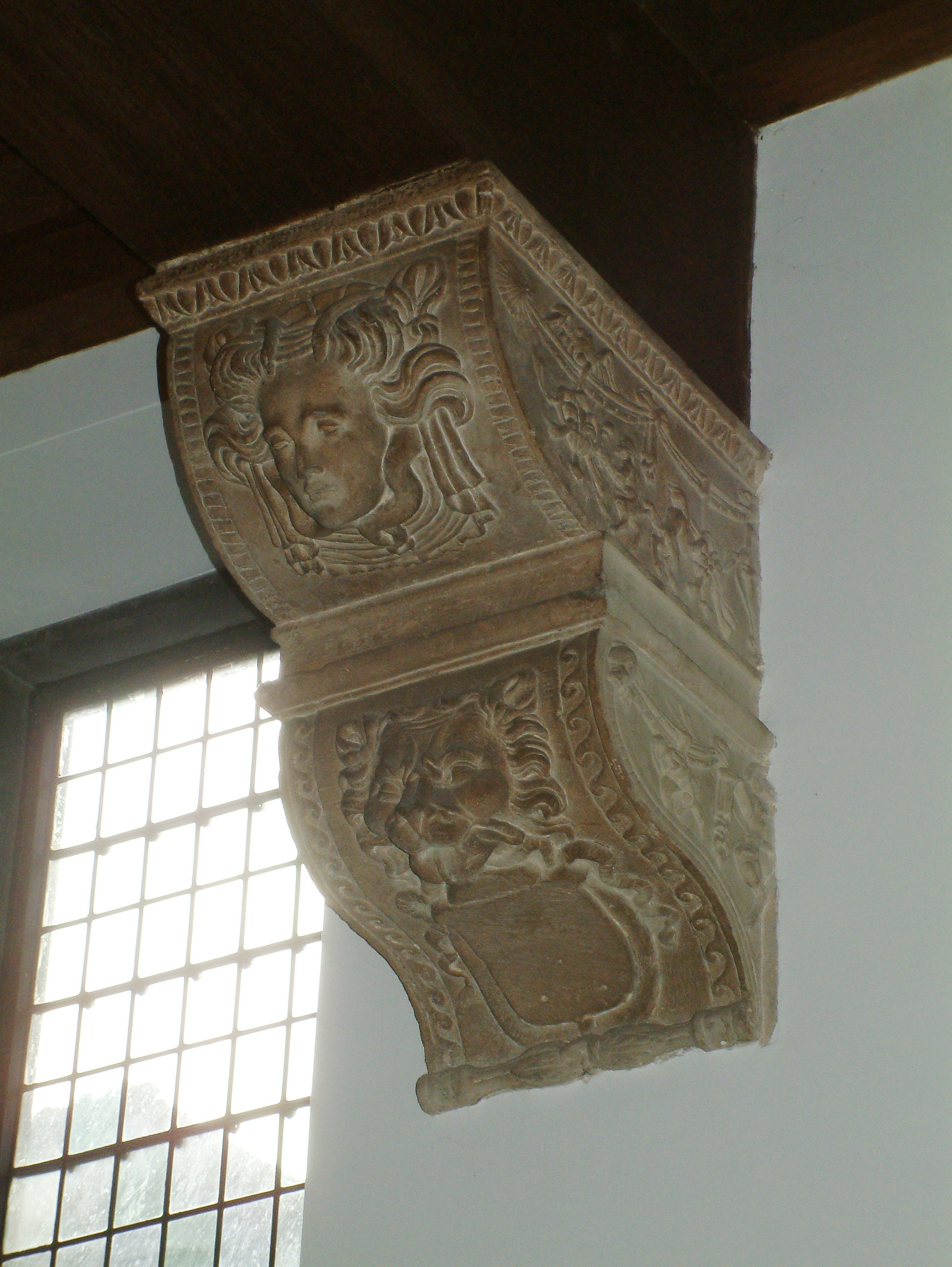
Draagsteen

Vierschaar
De Vierschaar bevindt zich in de Schepenzaal.

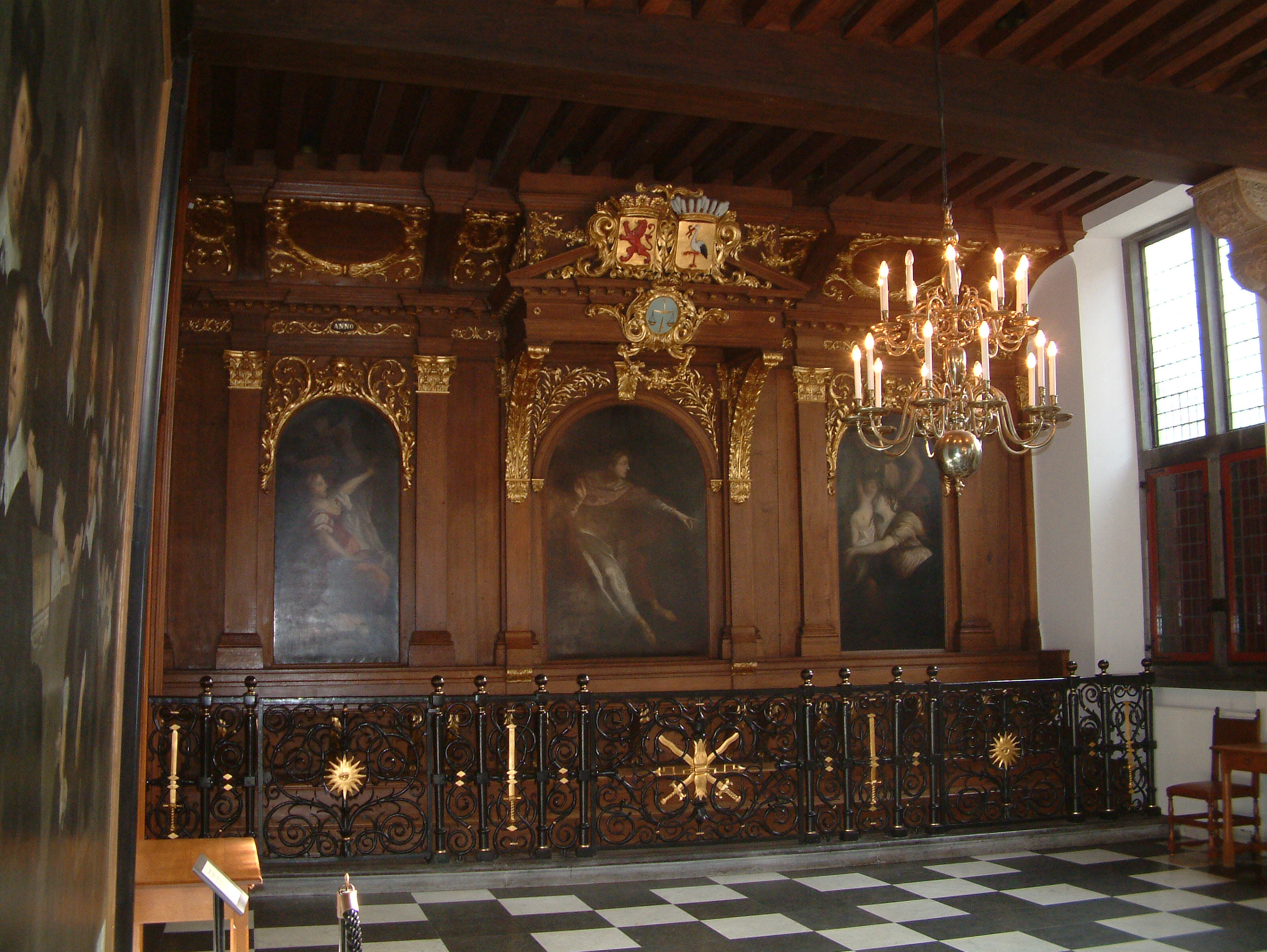
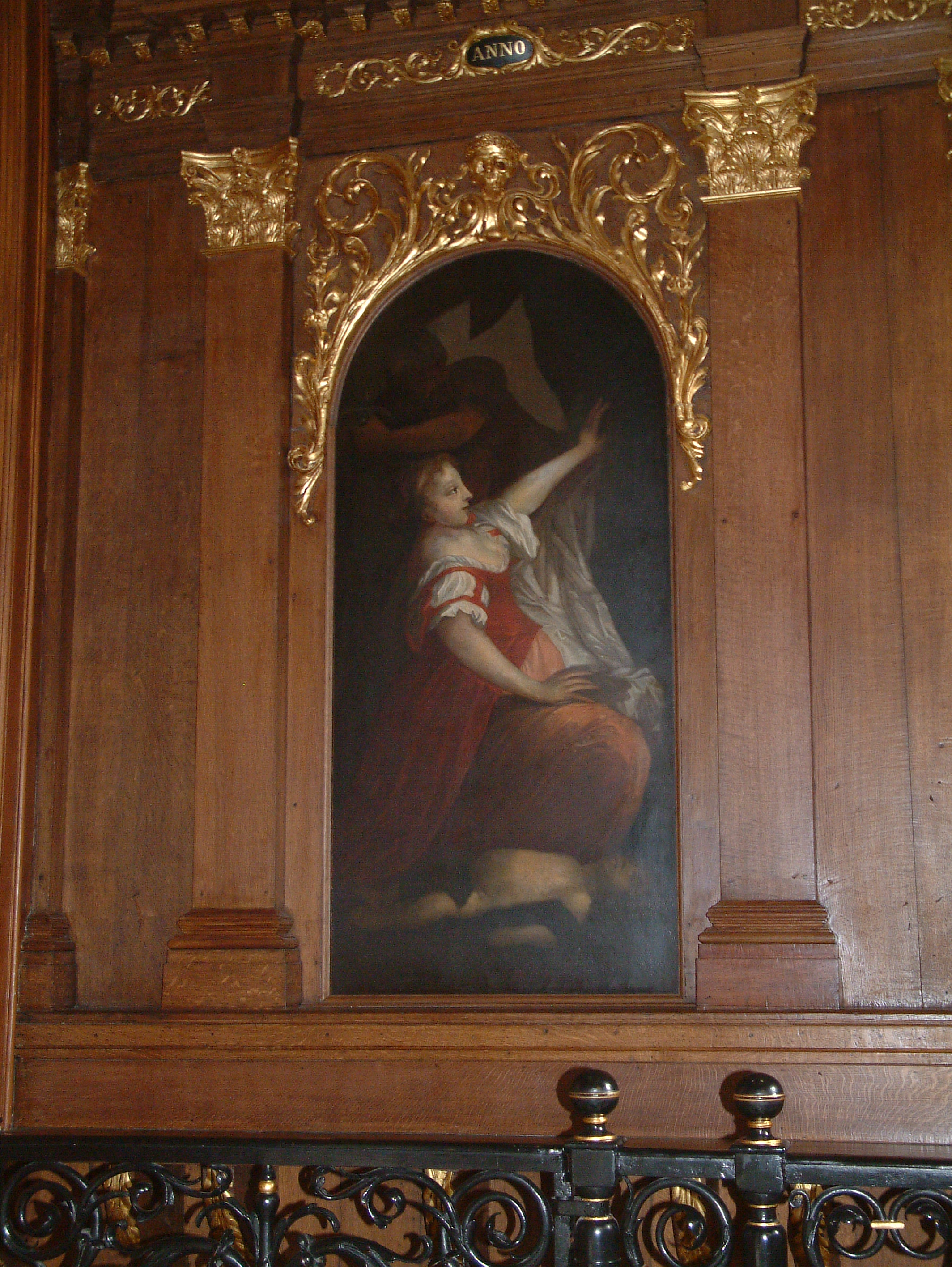
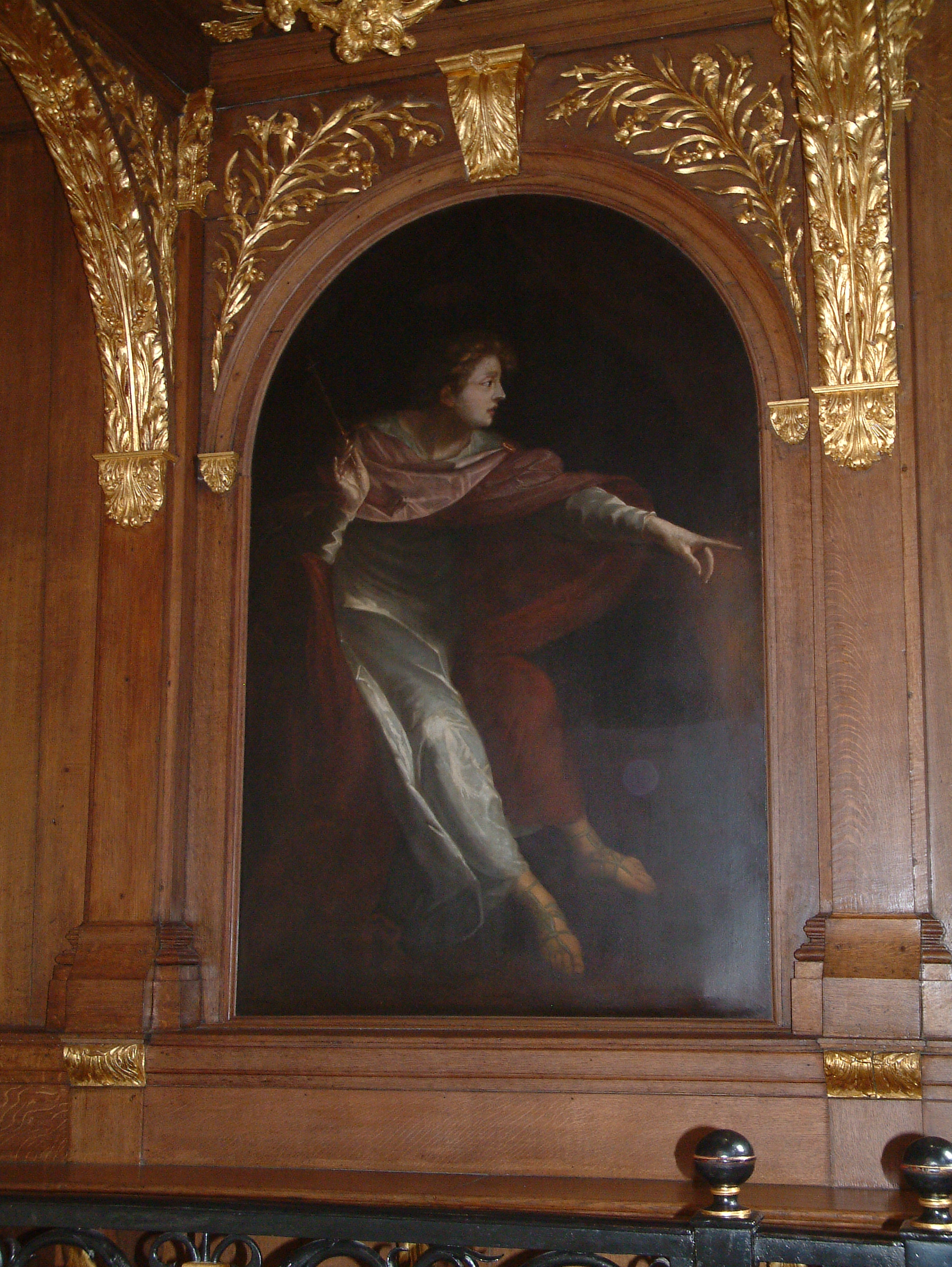
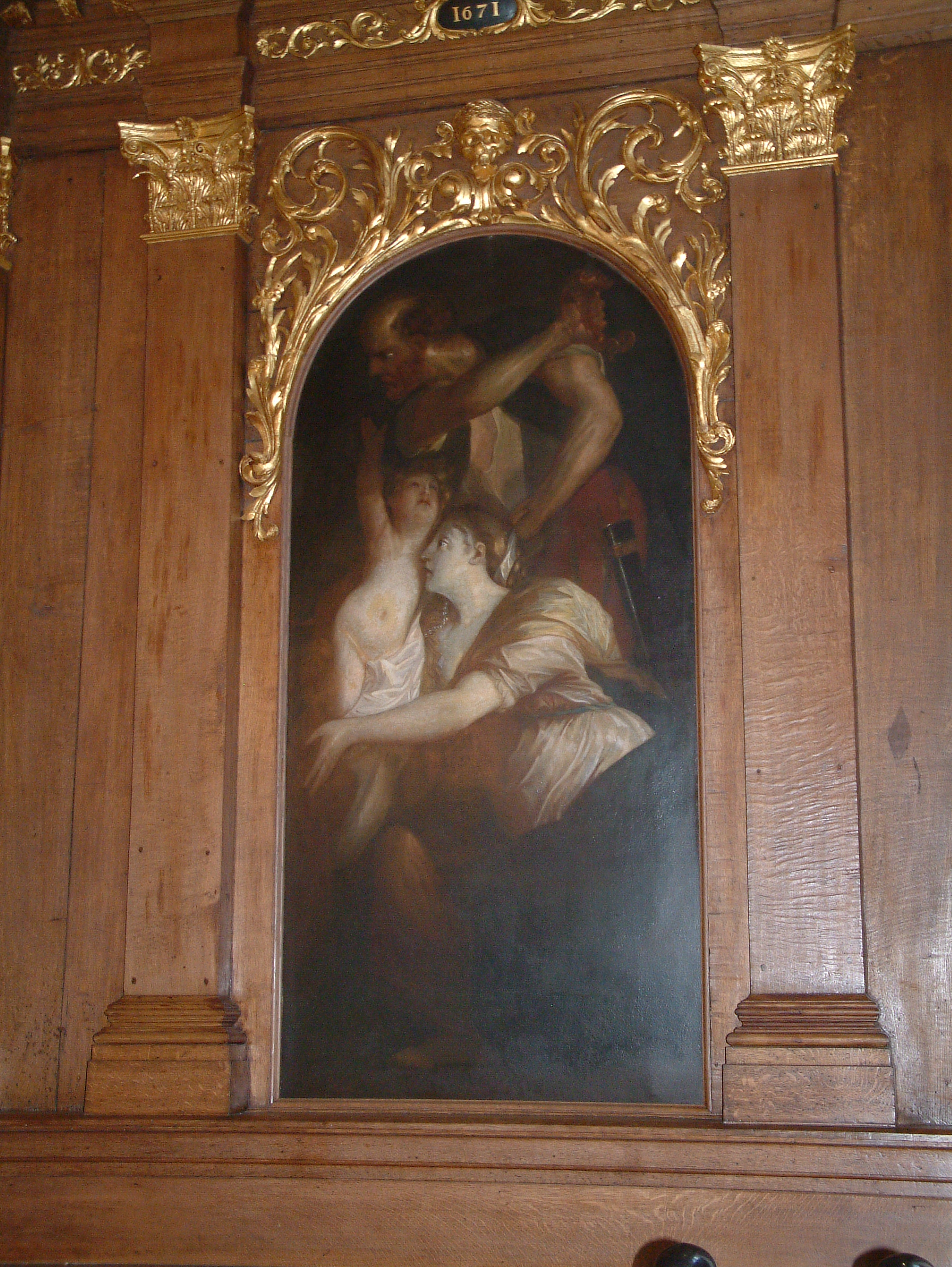
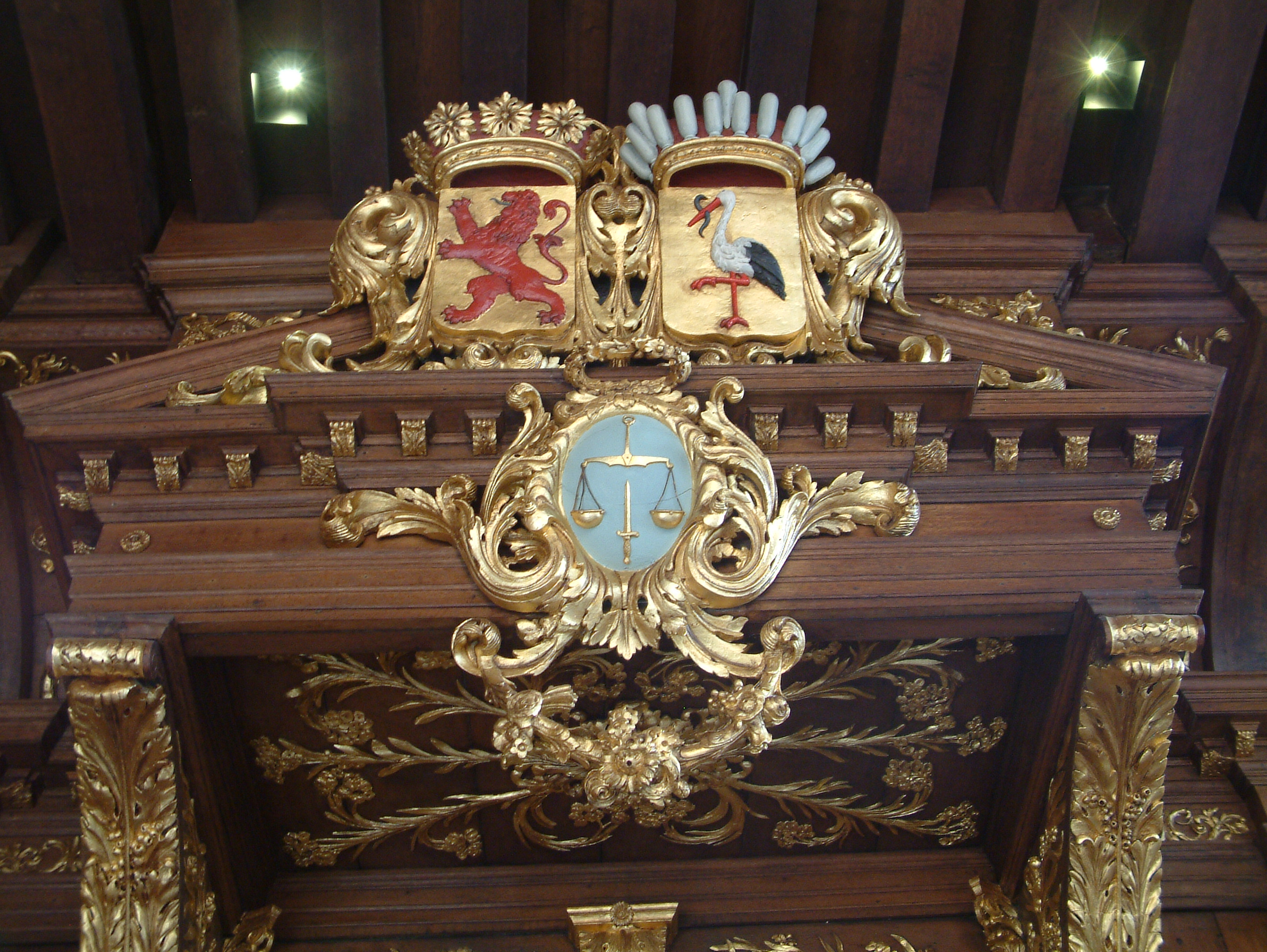

Exterieur Lodewijk XIV-vleugel

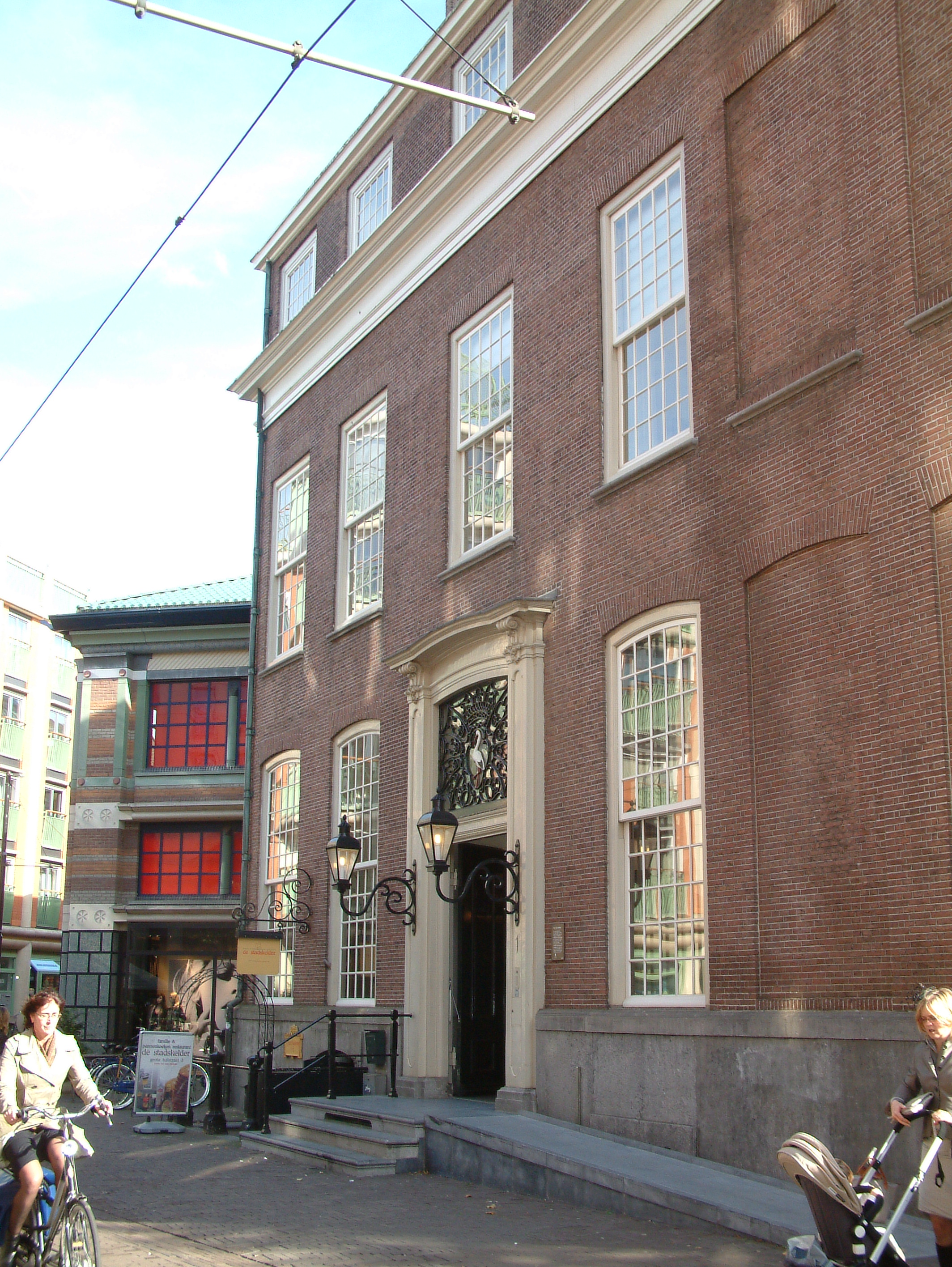
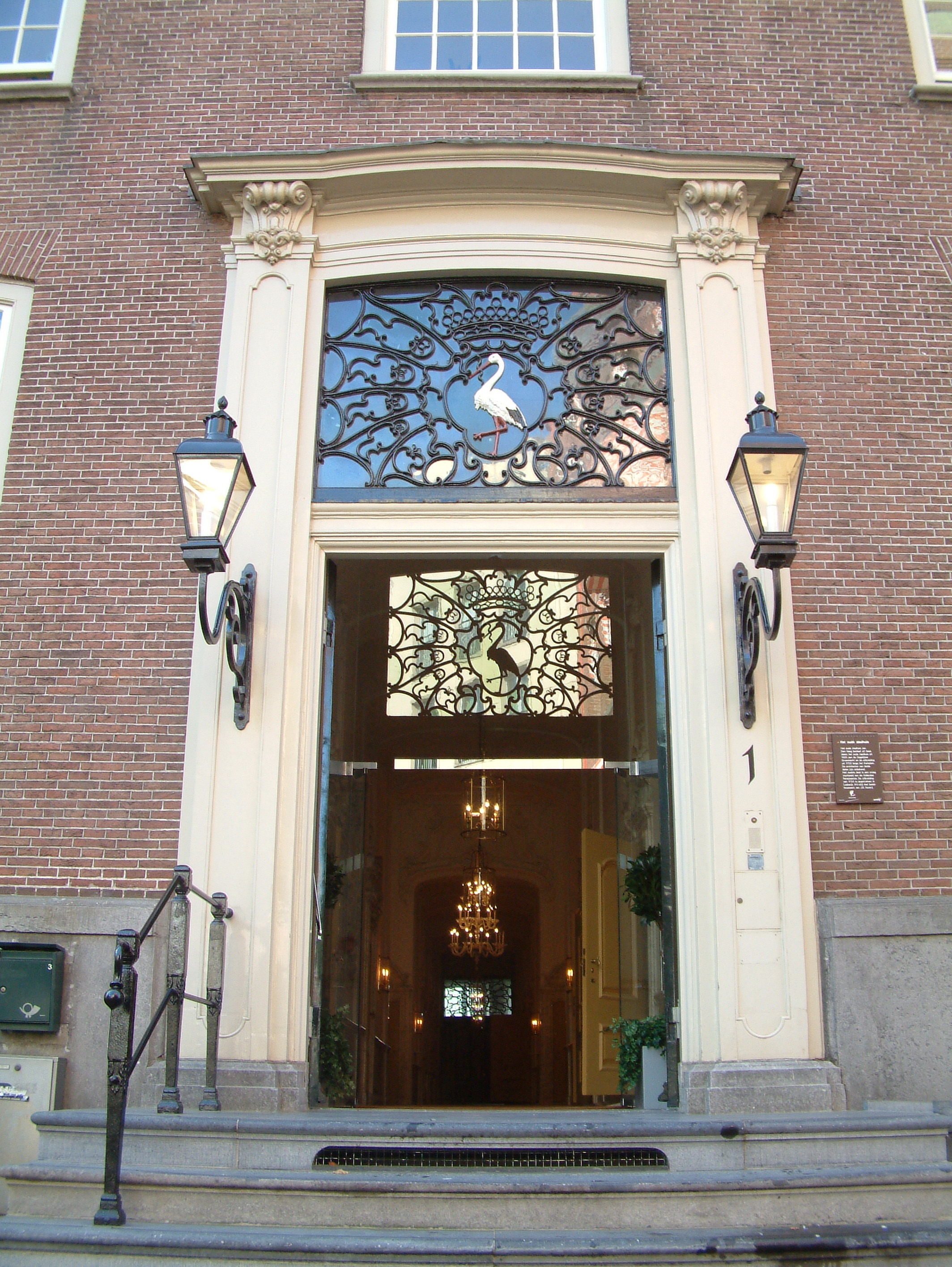
Ingang van de Lodewijk XIV-vleugel
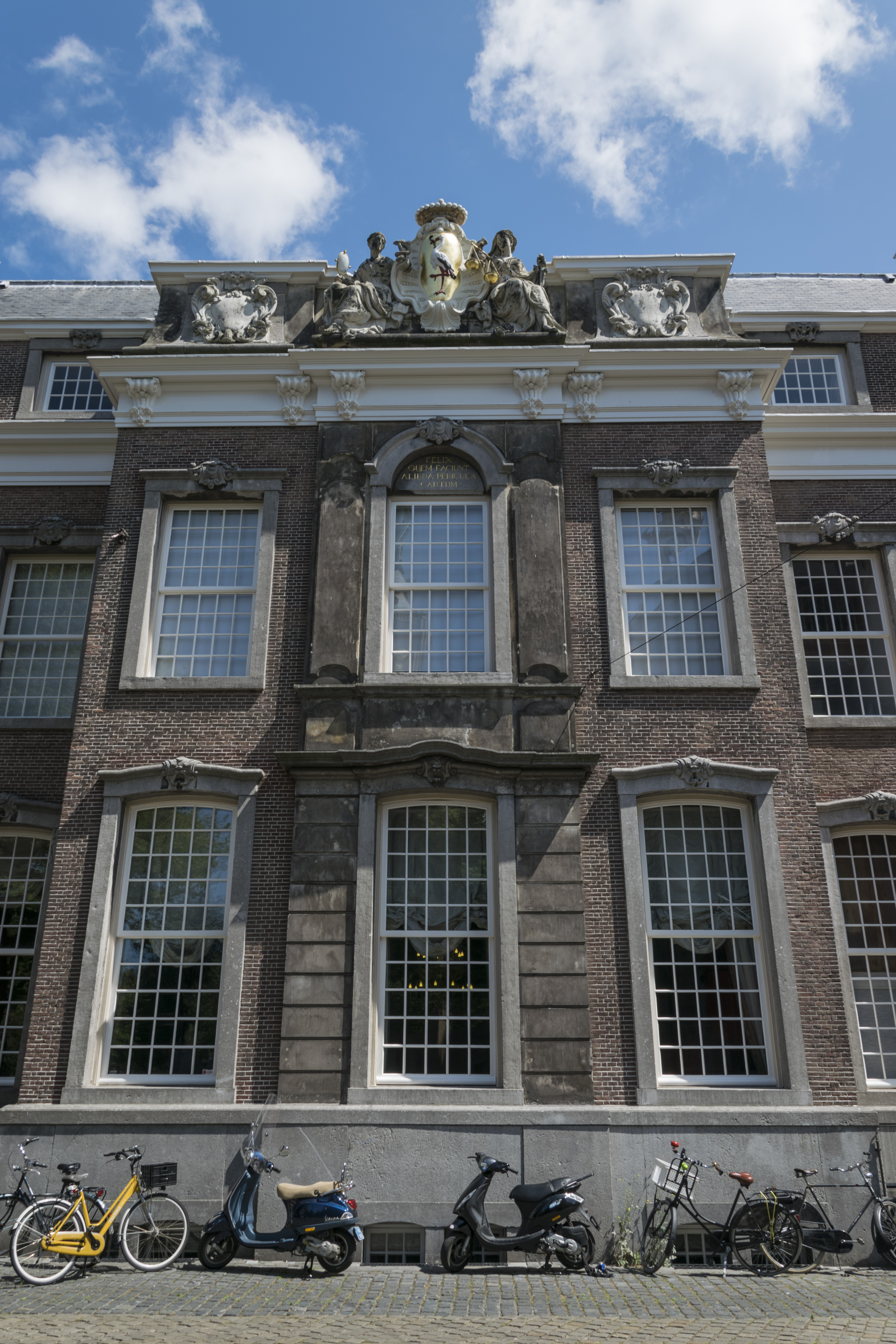
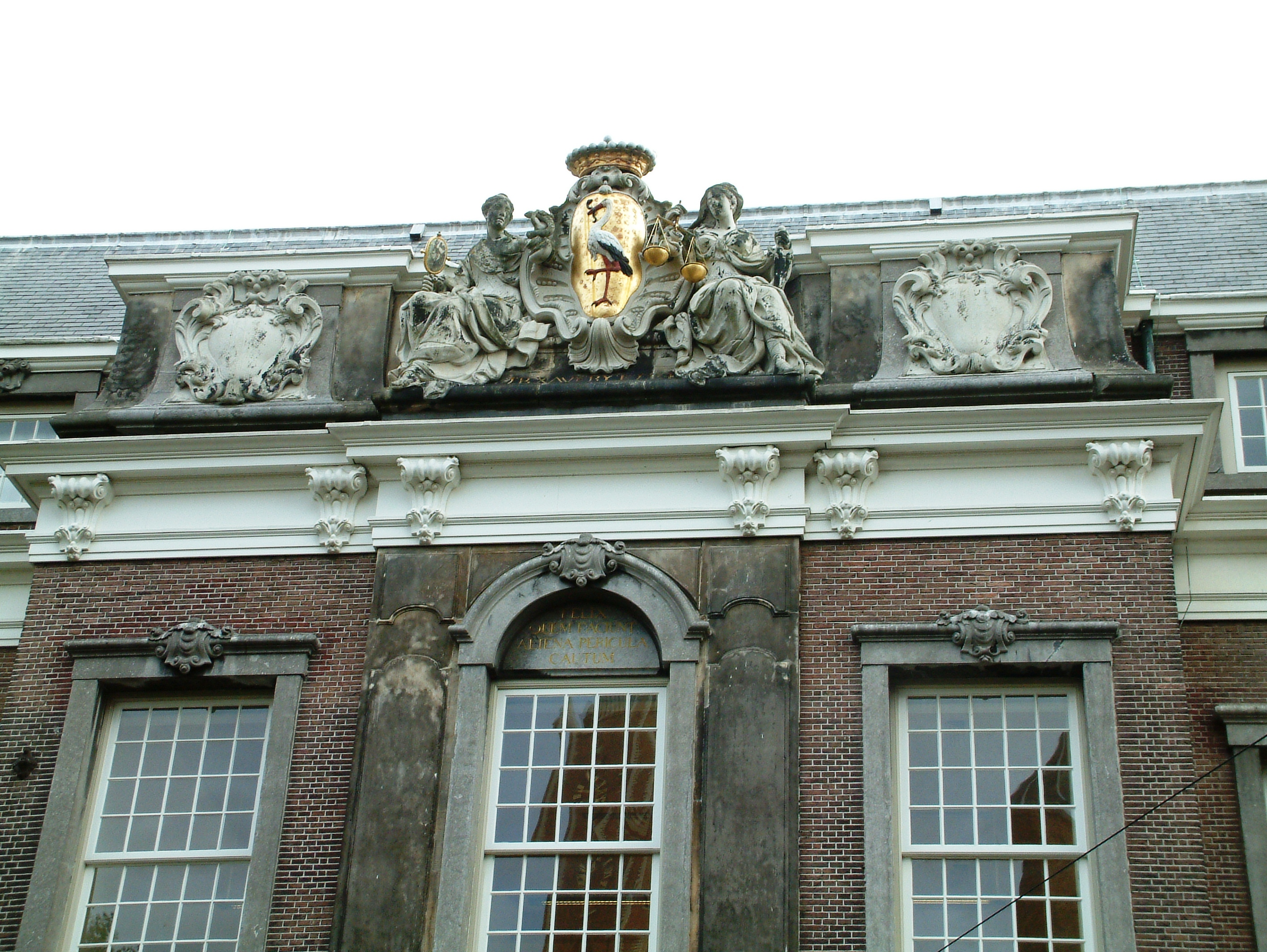
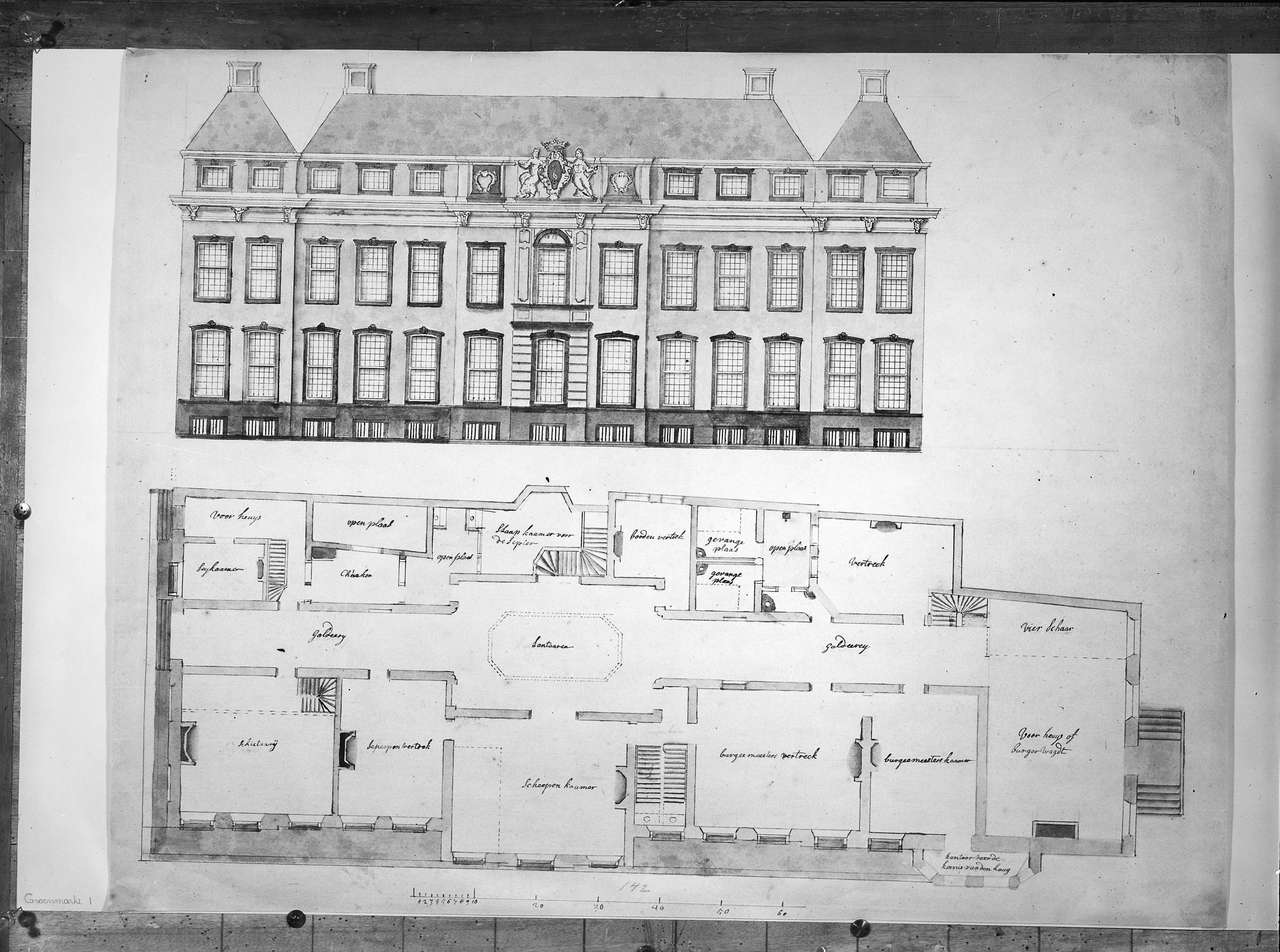

Gang Lodewijk XIV-vleugel
Trouwzaal